# Mangalore
Cet article concerne la ville indienne. Pour le peuple extraterrestre fictif, voir Le Cinquième Élément.
Mangaluru
Mangalore, officiellement connue sous le nom de Mangaluru (toulou : ಕುಡ್ಲ), est la principale ville portuaire du district Dashina du Kannada dans l'État du Karnataka en Inde du Sud. La ville est située à environ 352 km à l'ouest de Bangalore, la capitale de l'État du Karnataka, entre la mer d'Arabie et la chaîne de montagnes des Ghats occidentaux.
C'est la troisième grande ville de l'État du Karnataka après Bangalore, la capitale. C'est la seule ville du Karnataka à être connectée par tous les modes de transport - aériens, routiers, ferroviaires et maritimes et avec 5 autres grandes villes en Inde. Le port de New Mangalore est l'un des 13 ports principaux de l'Inde. Mangalore est la « porte du Karnataka. »
Mangalore s'est développé comme port sur la mer d'Oman pendant l'Antiquité et est devenu l'un des grands ports de l'Inde. Il traite aujourd'hui 75 % des exportations indiennes de café et de noix de cajou. Le port sert de point de transit pour le trafic maritime le long de la côte de Malabar.
Cette ville côtière a été gouvernée par plusieurs grandes puissances, dont la dynastie Kadamba (en), les  Alupa (en), le royaume de Vijayanagara, les Nayaks de Keladi et les Portugais. La ville a été une source de conflits entre les Britanniques de la Compagnie britannique des Indes orientales et les sultans du Mysore Haidar Alî et Tipû Sâhib. Finalement annexée par les Britanniques en 1799, Mangalore demeura membre de la présidence de Madras jusqu'en 1947, année de l'indépendance de l'Inde. La ville a été unie à l'État de Mysore pour former le Karnataka en 1956.
Mangalore est la plus grande ville et le siège administratif du district de Dakshina Kannada et l'une des villes non métropolitaines les plus multiculturelles de l'Inde. C'est aussi la plus grande ville de la côte de Kanara et de la partie des Ghats occidentaux appelée Malnad.
En plus d'être un centre commercial, industriel, éducatif et sanitaire sur la côte Ouest de l'Inde, cette ville portuaire possède le deuxième plus grand aéroport du Karnataka. L'agglomération urbaine de Mangalore s'étend de Ullal au sud à Surathkal au nord, soit une distance de plus de 30 km. La ville s'est étendue vers l'est jusqu'à Vamanjoor et Padil. Le paysage de la ville est caractérisé par des collines vallonnées, des cocotiers, des ruisseaux d'eau douce et des bâtiments aux toits en tuiles d'argile rouge dur. La ville moderne compte de nombreux gratte-ciel de plus de 30 et 40 étages. Le premier et unique planétarium 3D de l'Inde est situé à Mangalore. Cette cité fait également partie de la liste des villes intelligentes et des 100 villes intelligentes en cours de développement en Inde.
La ville a une élévation moyenne de 22 m au-dessus du niveau moyen de la mer. Le climat est de type Am sous l'influence de la mousson du sud-ouest.

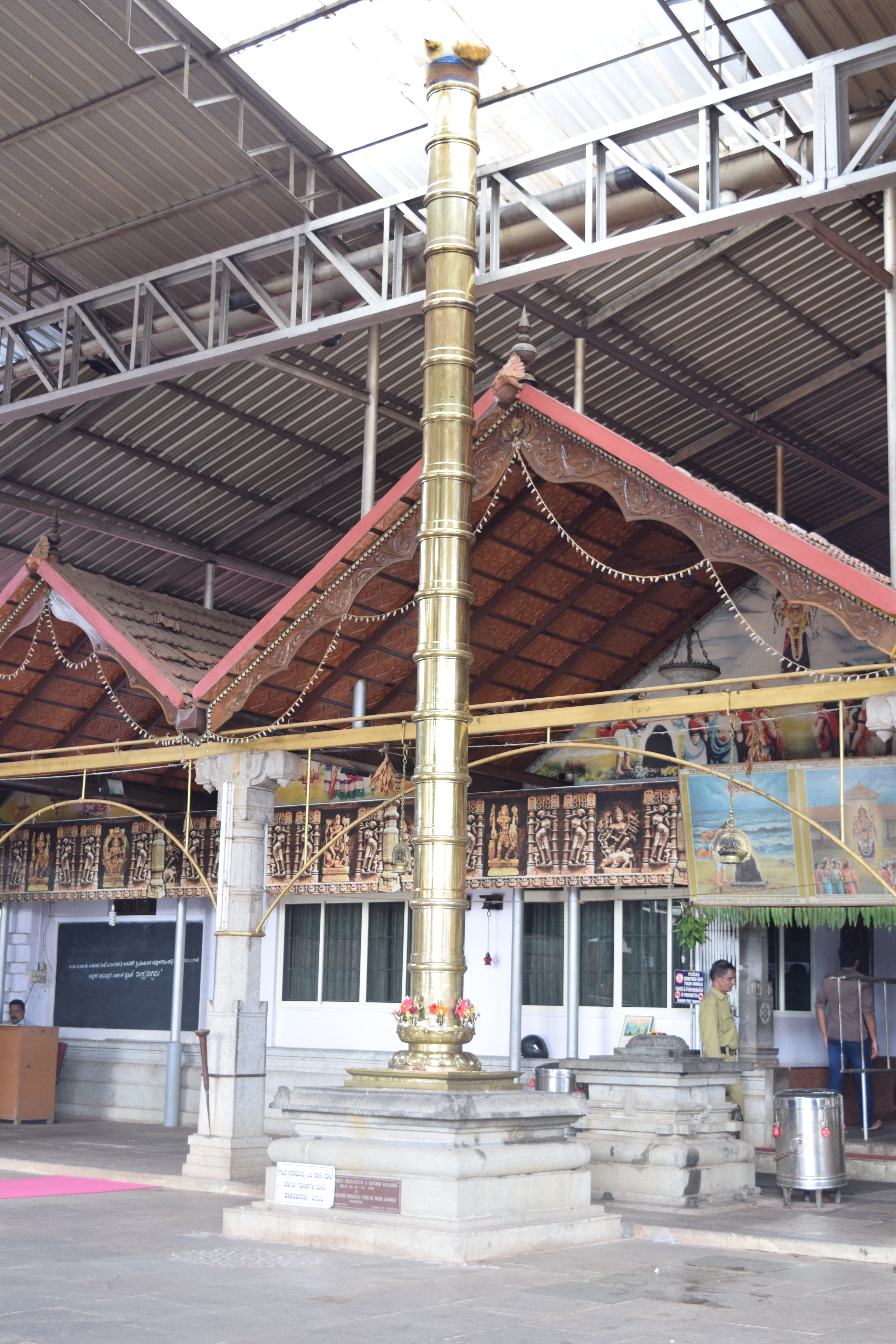
Mangalore doit son nom à la déesse hindoue Mangaladevi.

## Étymologie
Mangalore aurait été nommée d'après la déesse Mangaladevi, une incarnation de Shakti pour l'hindouisme ou de son équivalent Tara Bhagvati pour la forme Vajrayana du bouddhisme.
Selon la légende locale, une princesse de la côte de Malabar nommée Parimala ou Premaladevi a renoncé à son royaume et est devenue disciple du gourou Matsyendranath, le fondateur de la tradition Nath sampradaya. Ayant converti Premaladevi, Matsyendranath la rebaptisa Mangaladevi.
Elle est arrivée dans la région avec Matsyendranath, mais a dû s'installer près de Bolar à Mangalore car elle est tombée malade en chemin. Finalement elle mourut, et le temple Mangaladevi (en) fut consacré en son honneur à Bolar par la population locale après sa mort. La ville doit son nom à ce temple.
L'une des premières références au nom de la ville remonte à l'an 715 lorsque l'empereur Tchettian a nommé la ville "Mangalapuram". La ville et la région côtière faisaient alors partie de l'empire Pandya.
Selon K.V. Ramesh, président de la Place Names Society of India, le mot Mangaluru a été utilisé pour la première fois en 1345 sous le règne de la dynastie des Sangama du royaume de Vijayanagara.
Beaucoup d'inscriptions sur des pierres de cette période de Vijayanagara désignent la ville par Mangalapura. Ce devait déjà être le cas avant cela, pendant la période de la dynastie Alupa ("Mangala" signifie "prometteur"), mais d'autres explications valables sont proposées :
- La ville est nommée Mangaluru en Kannada, en référence à Mangaladevi (le suffixe "uru" signifie "ville").
- Sous la domination britannique à partir de 1799, Mangaluru a été anglicisé en Mangalore, l'appellation officielle[7].
- Cependant, pour l'historien George M. Moraes, le mot Mangalore est la corruption en portugais de Mangaluru[8].

De plus, les diverses communautés linguistiques de Mangalore emploient chacune des noms différents pour désigner la ville dans leur propre langue:
- En Toulou, la langue principale, la ville est appelée Kudla, signifiant jonction, puisque la ville est située au confluent du fleuve Netravati et de son affluent la Gurupura[9],
- en Konkani, Mangalore est appelé Kodiyal,
- tandis qu'en Malayalam, Mangalore s'appelle Mangalapuram,
- alors que pour les communautés musulmanes des districts de Dakshina Kannada et Udupi le nom de la ville est Maikala dans la langue Beary (en)[10].

Le nom de la ville apparaît sur les cartes de l'Inde du cartographe Nicolas Sanson dès 1652.

## Histoire

### Antiquité et époque médiévale
L'importance historique de Mangalore est soulignée par les nombreuses références à la ville par des voyageurs étrangers. Au Ier siècle, l'historien romain Pline l'Ancien fait référence à un lieu appelé Nitrias, comme étant un lieu de débarquement à éviter, à cause des pirates qui fréquentent ses environs, tandis que l'astronome grec Claude Ptolémée au IIe siècle, évoque un lieu appelé Nitra. Ces deux savants font probablement référence à la rivière Netravati, qui traverse Mangalore.
Cosmas Indicopleustès, un marchand grec, dans son ouvrage du VIe siècle Topographie chrétienne, mentionne Malabar comme siège principal du commerce du poivre et Mangarouth (port de Mangalore) comme un des cinq principaux marchés du poivre à l'exportation en Inde,.

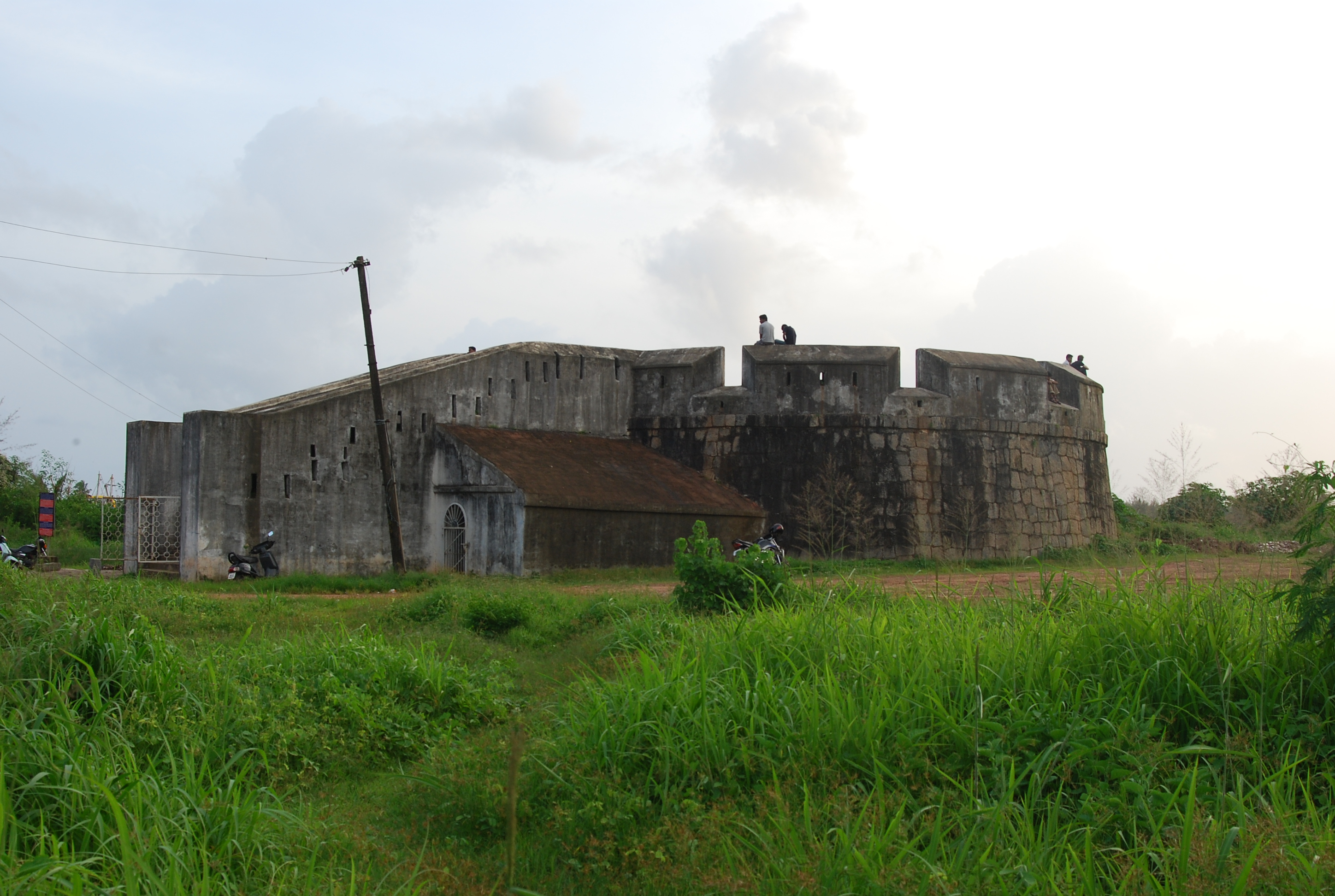
Sultan Battery (Mangalore).

Mangalore est le cœur d'une région multilingue et multiculturelle distincte le Kanara du Sud, patrie du peuple de langue Toulou. Au IIIe siècle, la ville faisait partie de l'Empire maurya, dirigé par l'empereur bouddhiste Ashoka de Magadha. Du IIIe siècle au IVe siècle, les souverains de la dynastie Kadamba, dont la capitale était Banavasi au Kanara du Nord, régnèrent sur l'ensemble de la côte de Kanara en toute indépendance.
Du milieu du  VIIe siècle jusqu'à la fin du XIVe siècle, la région de la Kanara méridionale a été gouvernée par ses propres souverains indigènes Alupas qui ont régné sur la région en tant que vassaux de dynasties régionales majeures comme la dynastie des Chalukyas de Badami, les Rashtrakutas de Manyakheta, les Chalukyas de Kalyani, et les Hoysalas de Dwarasamudra.
Sous le règne du roi Alupa Kavi Alupendra (1110-1160), la ville fut visitée par le marchand juif Tunisien Abraham Ben Yiju, qui a voyagé entre le Moyen-Orient et l'Inde au XIIe siècle. Le voyageur Marocain Ibn Battûta, qui a visité la ville en 1342, l'appelle Manjarur et déclare que la ville est située sur un grand estuaire, appelé l'estuaire du loup qui est le "meilleur estuaire dans le pays de Malabar",.
En 1345, les rois de Vijayanagara gouvernent la région et jusqu'à 1550, le sud du Kanara est divisé entre le district de Mangalore et celui de Barkur avec à leur tête deux gouverneurs. Mais à de nombreuses reprises, un seul gouverneur gouverna à la fois Mangalore et Barkur, et lorsque l'autorité passa aux mains des dirigeants Nayaks de Keladi (1550-1763), il n'y avait plus qu'un gouverneur à Barkur.
En 1448, Abdur Razzaq, l'ambassadeur persan du roi Shahrokh de Samarcande, visite Mangalore sur le chemin de la cour de Vijayanagara.
Le voyageur italien, Ludovico de Verthema, qui a visité l'Inde en 1506, dit avoir vu près de soixante navires chargés de riz prêts à appareiller dans le port de Mangalore.

### Début de l'histoire moderne

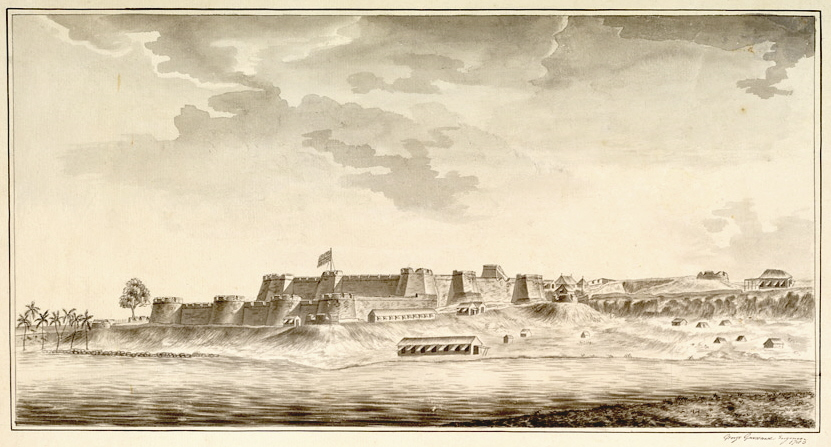
Le Fort de Mangalore en 1783.

L'influence européenne à Mangalore remonte à 1498, lorsque l'explorateur portugais Vasco de Gama débarque à St Mary's Island à 50 km au Nord de Mangalore.
Au  XVIe siècle, les Portugais acquièrent d'importants intérêts commerciaux au Kanara. Krishna Deva Raya (1509-1529), le dirigeant du royaume de Vijaynagara entretient des relations amicales avec les Portugais. Le commerce portugais prend progressivement de l'ampleur et les Européens s'efforcent de ruiner le commerce arabe et celui des communautés musulmanes de langue malayalam (Mappila) le long de la côte. En 1524, lorsque Vasco da Gama apprend que les marchands musulmans de Calicut ont des agents à Mangalore et à Basrur, il ordonne le blocus des rivières. En 1526, les Portugais, sous la vice-royauté de Lopo Vaz de Sampaio, prennent alors possession de Mangalore. Le commerce côtier passe ainsi des mains des musulmans aux mains des Portugais.
En 1550, le chef Vijayanagara, Sadasiva Raya (en), confie l'administration de la région côtière du Kanara à Sadashiv Nayak de Keladi et celui-ci réussit a établir son autorité politique sur le sud du Kanara en 1554. La désintégration du royaume de Vijayanagara en 1565 donne aux dirigeants de Keladi plus de pouvoir dans cette région, mais ils maintiennent le système administratif de Vijayanagara. Les deux provinces de Mangalore et de Barkur continuent d'exister, le gouverneur de Mangalore étant également le chef de l'armée de Keladi dans sa province.
L'explorateur, poète et musicien italien Pietro Della Valle est venu ici en 1623-1624. Il a parcouru la côte occidentale de l'Inde de Surate à Calicut.
En 1695, Mangalore est incendiée par des Arabes en représailles aux restrictions portugaises à leur commerce.
Haidar Alî, le souverain de facto du Royaume de Mysore, conquiert Mangalore en 1763, ce qui met la ville sous son administration jusqu'en 1767. Mangalore est ensuite dirigée par la Compagnie britannique des Indes orientales de 1767 à 1783, mais est par la suite enlevé à son contrôle en 1783 par le fils d'Haidar Alî, Tipû Sâhib, qui la rebaptise "Jalalalabad",.
La seconde guerre du Mysore se termine par le Traité de Mangalore, signé entre Tipû Sâhib et la Compagnie britannique des Indes orientales, le 11 mars 1784.
Après la défaite de Tipû à la quatrième guerre du Mysore en 1799, la ville reste aux mains des Britanniques et leur quartier général établi au Sud Kanara dépend de la présidence de Madras,,.

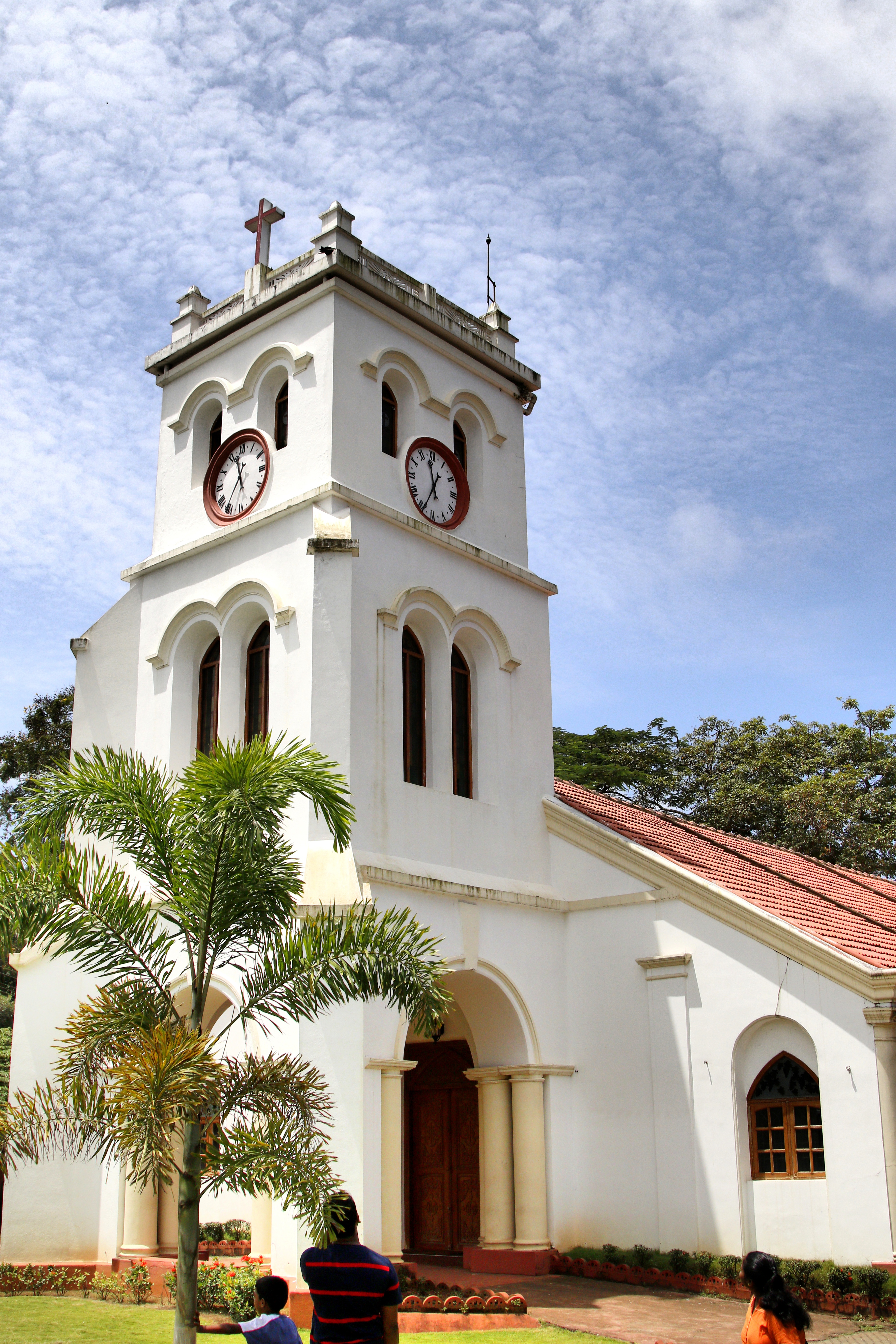
Église Saint-Paul de Mangalore érigée par l'armée britannique en 1843.

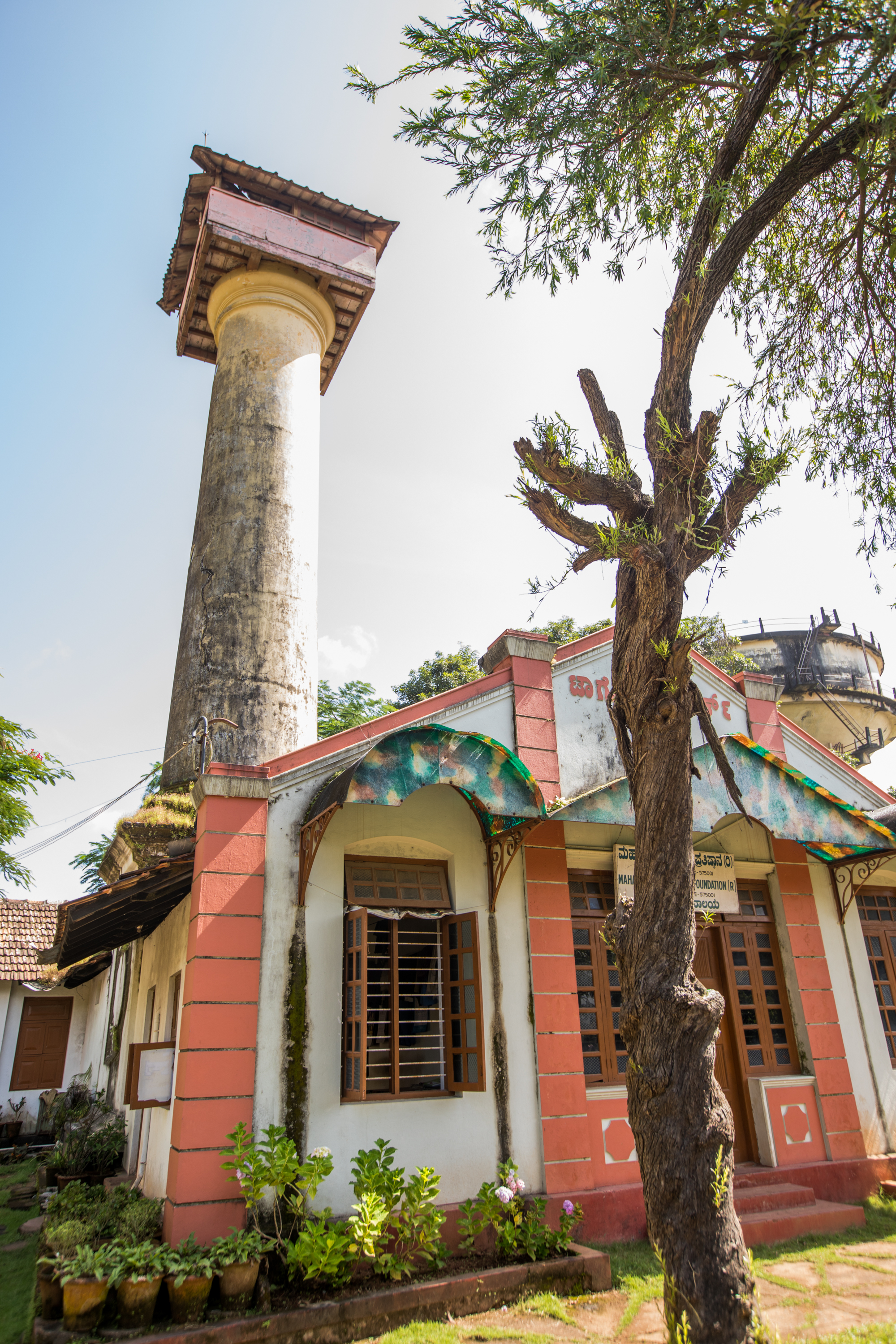
Le phare de la colline à Hampankatta utilisé par la marine britannique.

D'après le médecin écossais Francis Buchanan-Hamilton qui visita la ville en 1801, Mangalore était un port riche et prospère avec une activité commerciale florissante.
Le riz est le principal article d'exportation, envoyé vers Muscat, Bombay, Goa et Malabar. Les noix de betel sont exportées vers Bombay, Surate et Kutch. Poivre noir et bois de santal vont à Bombay. Le curcuma part à Mascate, Kutch, Surate et Bombay, ainsi que le sucre, le fer, le nitrate de potassium, le gingembre, la fibre de coco et le bois de construction.
Le gouvernement colonial britannique n'a pas soutenu l'industrialisation dans la région, et les capitaux locaux sont restés investis principalement dans les prêts fonciers et financiers, ce qui a conduit au développement ultérieur des banques dans la région. Avec l'arrivée des missionnaires européens au début du XIXe siècle, la région a vu se développer des établissements d'enseignement et une base industrielle moderne, sur le modèle des industries européennes.
L'ouverture de la Mission luthérienne suisse de Bâle en 1834 a été au cœur du processus d'industrialisation. Les missionnaires ont mis sur pied les imprimeries, les usines de tissage et les tuileries et briqueteries de Mangalore.
Lorsque le Kanara qui faisait partie de la présidence de Madras jusqu'à cette époque a été scindé en provinces Nord et Sud en 1859, Mangalore a fait partie du Sud Canara et en est devenu sa capitale administrative. Le Canara du Sud est resté sous la présidence de Madras, tandis que le Canara du Nord a été transféré à la présidence de Bombay en 1862.

### Histoire moderne
La promulgation à Madras (1865) de la Loi sur l'amélioration des villes a rendu obligatoire la création, le 23 mai 1866, d'un conseil municipal chargé de l'urbanisme et de l'équipement de la ville. Les jésuites italiens, arrivés à Mangalore en 1878, ont joué un rôle important dans l'éducation, l'économie, la santé et le bien-être social de la ville.
Le raccordement de Mangalore en 1907 avec le réseau de chemin de fer du Sud de l'Inde (en) qui connecte le Karnataka au Tamil Nadu, au Kerala, à l'Andhra Pradesh et à Pondichéry, ainsi que la prolifération des véhicules à moteur en Inde dès cette époque, ont accru le commerce et les communications entre la ville et le reste du pays.. Au début du XXe siècle, Mangalore est devenu un important fournisseur de main-d'œuvre instruite pour Bombay, Bangalore et le Moyen-Orient.
En raison de la loi de réorganisation de l'État indien, Mangalore qui faisait jusque-là partie de la présidence de Madras a été incorporée le 1er novembre 1956 dans un État nouvellement créé, l'État de Mysore qui a pris son nom actuel, Karnataka en 1973,.
Mangalore est la quatrième ville du Karnataka en termes de population et le huitième port de l'Inde, ce qui lui donne accès au littoral de la mer d'Arabie. Mangalore a connu une croissance significative dans les décennies 1970-80, avec l'ouverture à Panambur du port en eau profonde de New Mangalore en 1974 et la mise en service d'une importante usine agrochimique en 1976,.

## Géographie et climat

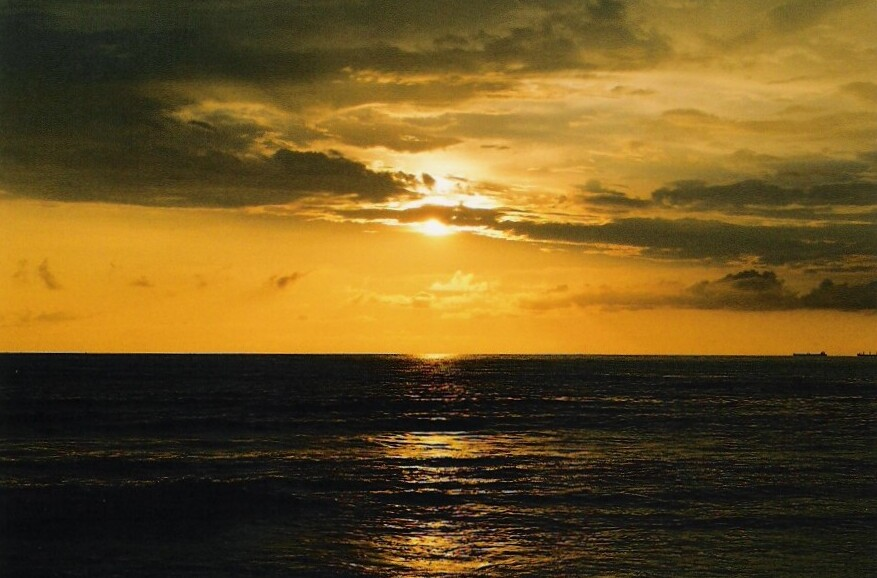
Coucher de soleil sur la plage de Panambur.

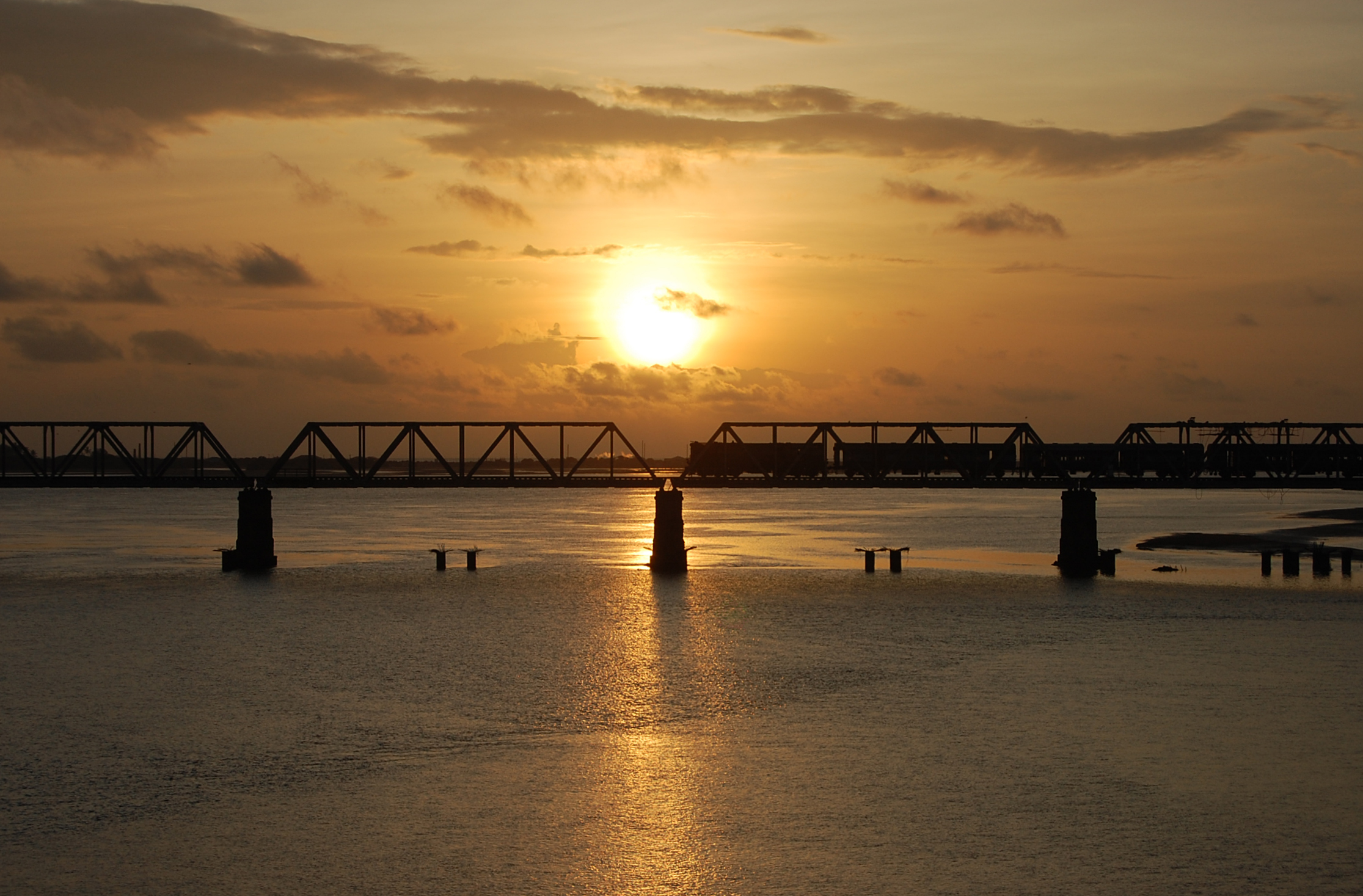
Coucher de soleil sur le pont du fleuve Netravati.

### Topographie
Mangalore est situé dans le district de Dakshina Kannada du Karnataka, c'est le siège administratif du district et le plus grand centre urbain côtier du Karnataka. La ville de Mangalore, en tant qu'entité municipale, couvre une zone de 184 km2.
Mangalore est située sur la côte ouest de l'Inde a une altitude moyenne de 22 m et est délimitée à l'ouest par la mer d'Arabie et à l'est par les Ghats occidentaux.
La ville est une plaine de 30 km à l'intérieur de la côte qui se transforme en terrain vallonné ondulé fortement à l'est dans les Ghats occidentaux. La géologie de la ville est caractérisée par des sols durs (en latérite) dans les régions vallonnées et sablonneux le long de la côte.
Le Geological Survey of India a identifié Mangalore comme un centre urbain modérément sujet aux séismes et a classé la ville dans la zone de sismicité 3.
Le fleuve Netravati au sud et la rivière Gurupura au nord encerclent la ville et forment un estuaire dans la région sud-ouest de la ville, puis se jettent dans la mer d'Arabie. Les cocotiers, les palmiers et les ashokas constituent la végétation principale de la ville.

### Climat
Selon la classification climatique de Köppen, Mangalore a un climat de mousson tropicale et est sous l'influence directe de la branche sud-ouest de la mousson de la mer d'Arabie. Mangalore connaît des vents modérés avec des rafales fortes le jour et des vents doux la nuit.
La région reçoit environ 95 % de ses précipitations annuelles totales sur une période d'environ six mois, de mai à octobre, le climat restant extrêmement sec de décembre à mars. La moyenne annuelle des précipitations à Mangalore est de 3 796,9 mm,. La plus forte pluviométrie enregistrée sur une période de 24 heures est 330,8 mm le 22 juin 2003. Les mois les plus secs vont de décembre à février.
Pendant cette période, les températures diurnes restent inférieures à 34 °C et descendent à environ 19 °C la nuit. Les températures les plus basses enregistrées sont de 15,6 °C à Panambur le 8 janvier 1992 et de 15,9 °C à Bajpe le 19 novembre 1974. À Mangalore, la température n'a jamais dépassée 40 °C selon le Service météorologique indien, la plus élevée jamais enregistrée étant de 38,1 °C le 13 mars 1985,,,.
| Mois                                | jan. | fév. | mars | avril | mai   | juin    | jui.    | août  | sep.  | oct.  | nov. | déc. | année   |
| ----------------------------------- | ---- | ---- | ---- | ----- | ----- | ------- | ------- | ----- | ----- | ----- | ---- | ---- | ------- |
| Température minimale moyenne (°C)   | 20,8 | 21,8 | 23,6 | 25    | 25,1  | 23,4    | 22,9    | 23    | 23,1  | 23,1  | 22,4 | 21,2 | 22,9    |
| Température maximale moyenne (°C)   | 32,8 | 33   | 33,5 | 34    | 33,3  | 29,7    | 28,2    | 28,4  | 29,5  | 30,9  | 32,3 | 32,8 | 31,5    |
| Record de froid (°C)                | 16,1 | 17,3 | 18,8 | 19,7  | 20,4  | 20,5    | 19,8    | 19,4  | 20,2  | 19,1  | 15,9 | 16,1 | 15,9    |
| Record de chaleur (°C)              | 36,3 | 37,8 | 38,1 | 36,6  | 36,7  | 34,4    | 35,5    | 32,2  | 34,6  | 35    | 35,6 | 38,1 | 38,1    |
| Ensoleillement (h)                  | 313  | 296  | 299  | 292   | 276   | 119     | 94      | 133   | 178   | 226   | 271  | 292  | 2 789   |
| Précipitations (mm)                 | 1,1  | 0,2  | 2,9  | 24,4  | 183,2 | 1 027,2 | 1 200,4 | 787,3 | 292,1 | 190,8 | 70,9 | 16,4 | 3 796,9 |
| Nombre de jours avec précipitations | 0,2  | 0    | 0,3  | 1,6   | 7     | 23,5    | 27,4    | 24,9  | 13,7  | 9,1   | 3,6  | 0,6  | 111,9   |
| Humidité relative (%)               | 62   | 66   | 68   | 71    | 71    | 87      | 89      | 88    | 85    | 79    | 73   | 65   | 75      |

## Économie
L'économie de Mangalore repose sur des activités industrielles, commerciales, de transformation agricole et portuaires. Le nouveau port de Mangalore est le huitième plus grand port de l'Inde en termes de manutention de marchandises. Il gère 75 % des exportations de café de l'Inde et l'essentiel de ses exportations de noix de cajou. Au cours de l'exercice 2000-2001, Mangalore a généré pour 4,66 millions de dollars US de recette pour l'État du Karnataka. Les importations par le port de Mangalore concernent le pétrole brut, les huiles alimentaires, le GPL et le bois d'œuvre,.

### Pétrochimie
Les principales entreprises de l'industrie pétrochimique de la ville sont BASF, Mangalore Refinery and Petrochemicals Ltd, Mangalore Chemicals and Fertilizers Ltd (MCF), Kudremukh Iron Ore Company Ltd (KIOCL), Hindustan Petroleum Corporation Ltd (HPCL), Bharat Petroleum Corporation Ltd (BPCL), JBF Petrochemicals et Total Oil India Limited.
La Oil and Natural Gaz Corporation (ONGC) prévoit d'investir plus de  8,87 milliards de dollars US dans une nouvelle unité industrielle de 15 millions de tonnes de capacité, comprenant une raffinerie de pétrole, une usine pétrochimique, une unité de production d'électricité et de GNL dans la zone économique spéciale de Mangalore.

Indian Strategic Petroleum Reserves Ltd, un fonds commun sous l'égide du Oil Industry Development Board, a implanté ses réserves stratégiques de pétrole brut à Mangalore et deux autres endroits en Inde,. Sur les 5 mégatonnes stockées, 1,5 mégatonnes sont à Mangalore. L'Inde a construit des capacités de stockages de pétrole brut pour 5,33 mégatonnes à Mangalore, Padur (près d'Udupi) et Visakhapatnam afin d'assurer la sécurité énergétique du pays,,.

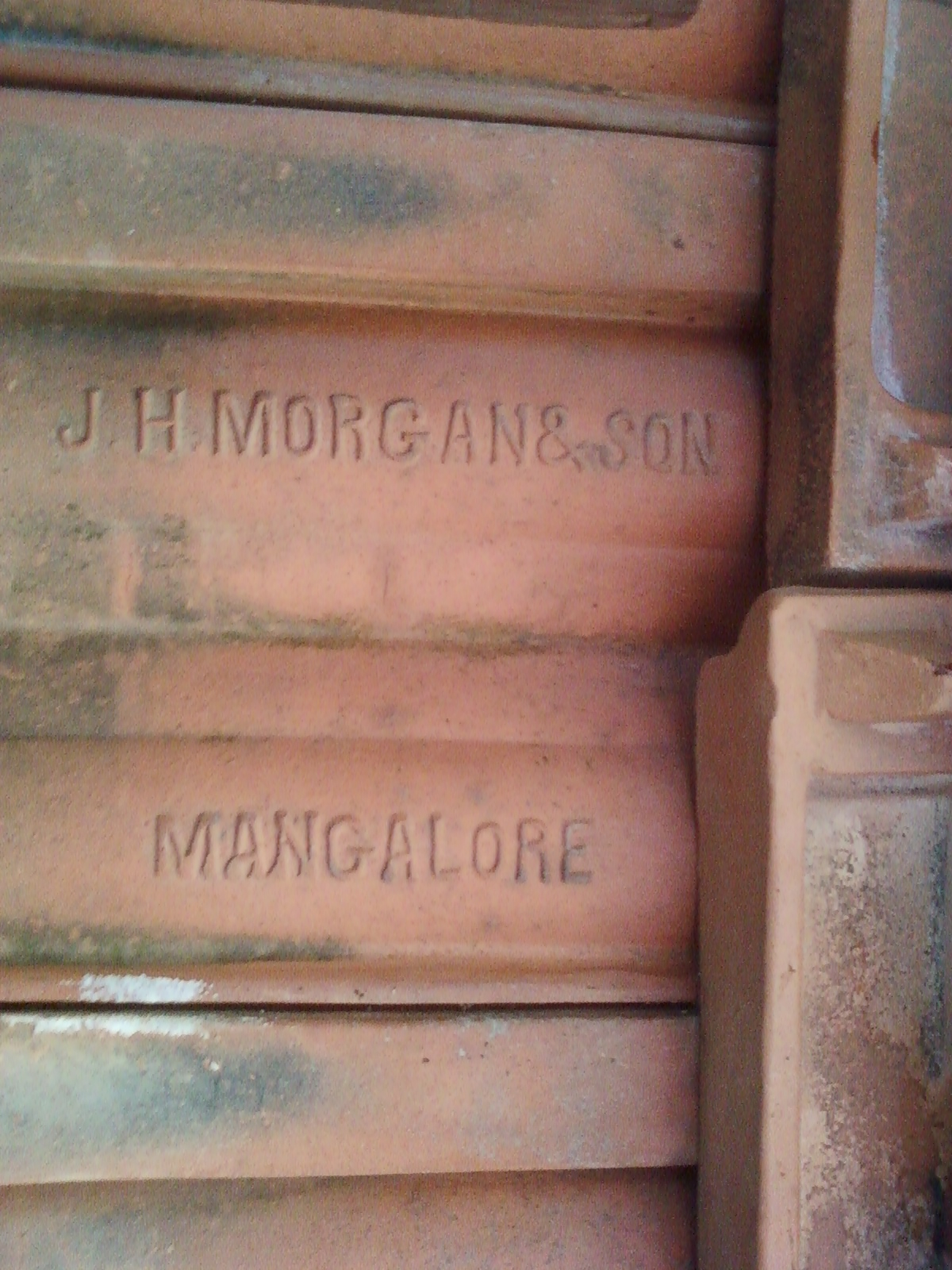
Tuile de Mangalore.

### NTIC
De grandes entreprises internationales de technologie de l'information et d'externalisation de services informatiques comme Infosys,, Cognizant Technology Solutions,, Endurance International Group, et Mphasis BPO ont des succursales à Mangalore,.
Deux parcs informatiques, Export Promotion Industrial Park (EPIP) à Ganjimutt et Special Economic Zone (SEZ) ont été construits près de l'université de Mangalore et un troisième du nom de Soorya Infratech Park est situé à Mudipu.

### Banques
La Corporation Bank, la Canara Bank et la Vijaya Bank sont les trois banques nationalisées établies à Mangalore durant la première moitié du XXe siècle. Mangalore est le siège social de la Corporation Bank et de la Karnataka Bank.
La Mangalore Catholic Cooperative Bank (MCC Bank) Ltd la Mangalore Cooperative Town Bank Ltd et SCDCC Bank ont prévu de s'établir à Mangalore.

### Produits manufacturés
L'industrie des amortisseurs à lames est présente à Mangalore, avec Canara Workshops Ltd et Lamina Suspension Products Ltd.
Le vieux port de Mangalore est un port de pêche situé à Bunder où mouillent un grand nombre de bateaux. Le trafic de ce port était de 122 000 tonnes en 2003-2004. La pêche est un métier traditionnel et ses produits sont exportés dans les régions alentour.
Les entreprises mangaloréennes sont très présentes dans la fabrication du bidî (sorte de cigare), le commerce du café et de la noix de cajou, dans l'industrie des tuiles et des briques, bien que tuileries et briqueteries aient décliné en raison du fait que le béton est désormais préféré dans la construction moderne,. La tuilerie Albuquerque à Mangalore est l'une des plus anciennes en Inde,.
La banlieue d'Ullal produit des fils de bonneterie et de coco, tandis que le roulage des bidî est une importante source de revenus pour de nombreux habitants.
Le chantier naval de la Bharati Defence and Infrastructure Limited  est situé près de Tannirbavi à Mangalore.

## Démographie

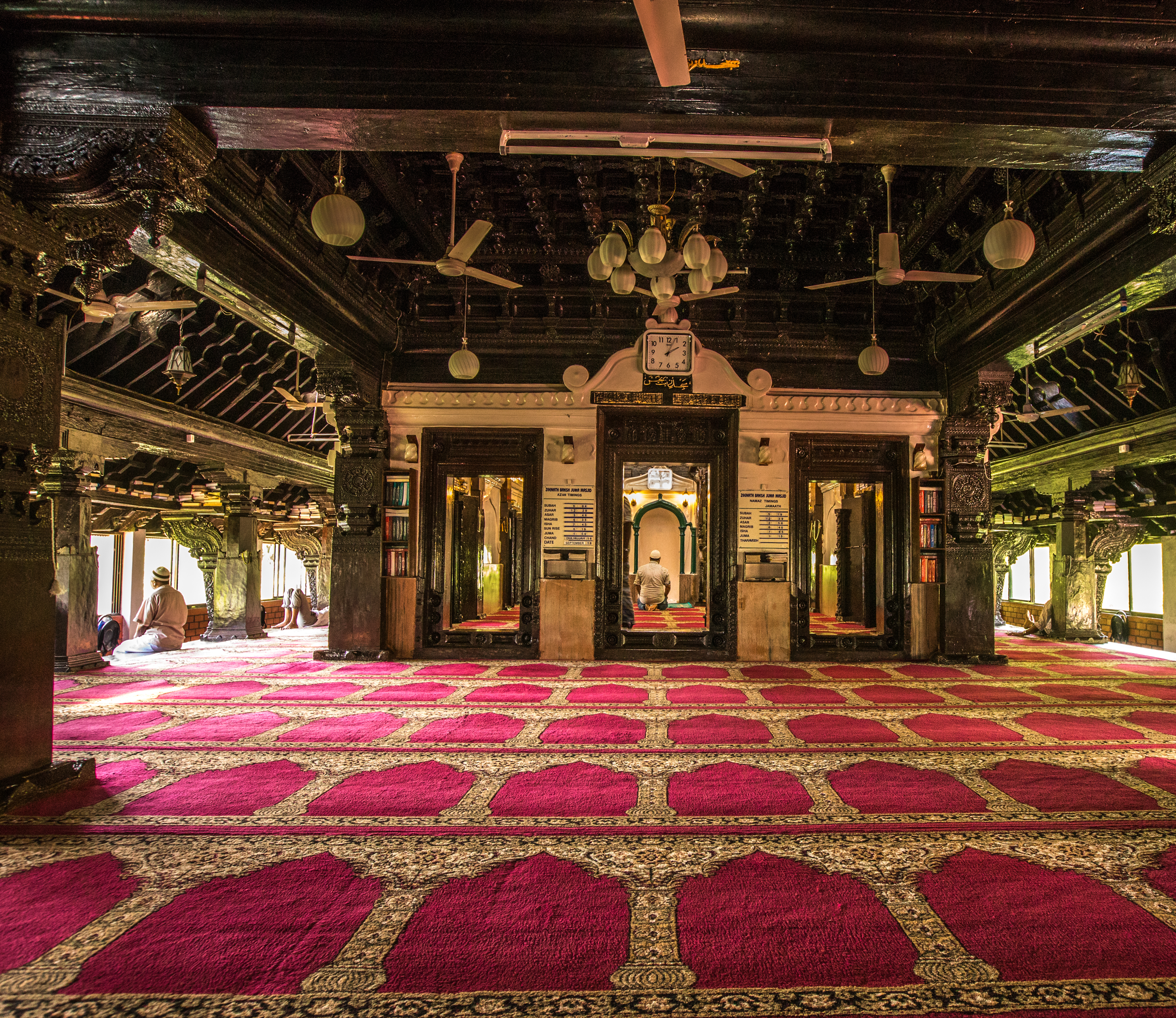
Salle de prière de la mosquée Zeenath Baksh à Bunder.

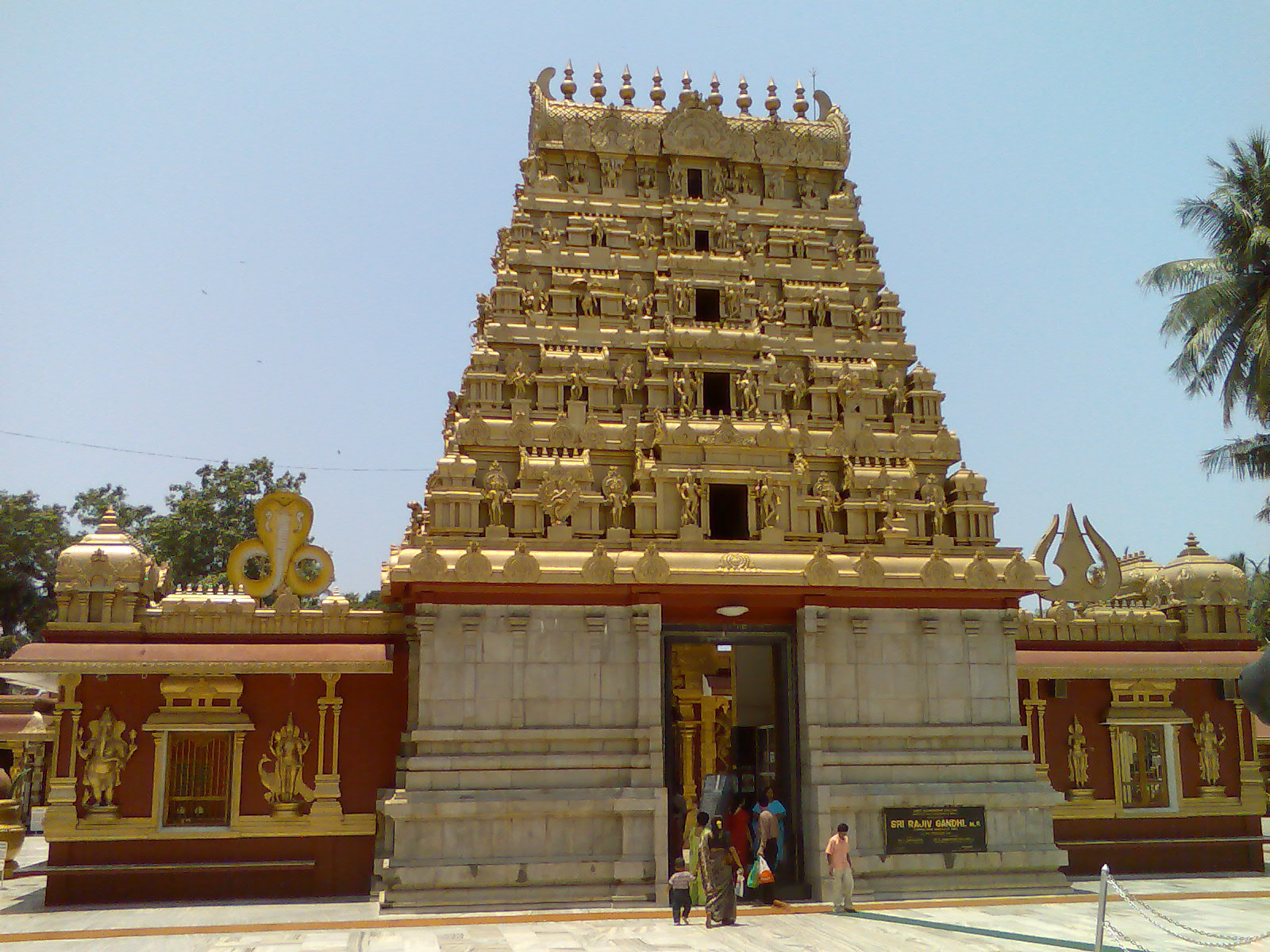
Le temple Gokarnatheshwara à Kudroli.

Données du recensement 2011
Le graphique qui aurait dû être présenté ici ne peut pas être affiché car il utilise l'ancienne extension Graph, désactivée pour des questions de sécurité. Des indications pour créer un nouveau graphique avec la nouvelle extension Chart sont disponibles ici.

### Langues
Mangalore est connu sous le nom de Kudla en Toulou, Kodial en Konkani, Maikāla en langue Beary (en), Mangaluru en Kannada et Mangalapuram en Malayalam. On y parle aussi Anglais et Hindi. La population de Mangalore comprend aussi un petit groupe de musulmans parlants Ourdou et des locuteurs Gujaratis et Marathis.

### Population
Selon le recensement de 2011 en Inde, la ville avait 623 841 habitants,, environ 8,5 % de la population avait moins de six ans et 7 726 personnes vivaient dans des bidonvilles, soit 1,55 % de la population totale. Les taux de mortalité et de mortalité infantile étaient respectivement de 3,7 % et 1,2 %. Le taux d'alphabétisation des hommes était de 96,49 % et celui des femmes de 91,63 %. L'Indice de développement humain (IDH) de la cité est de 0,83.

### Religions

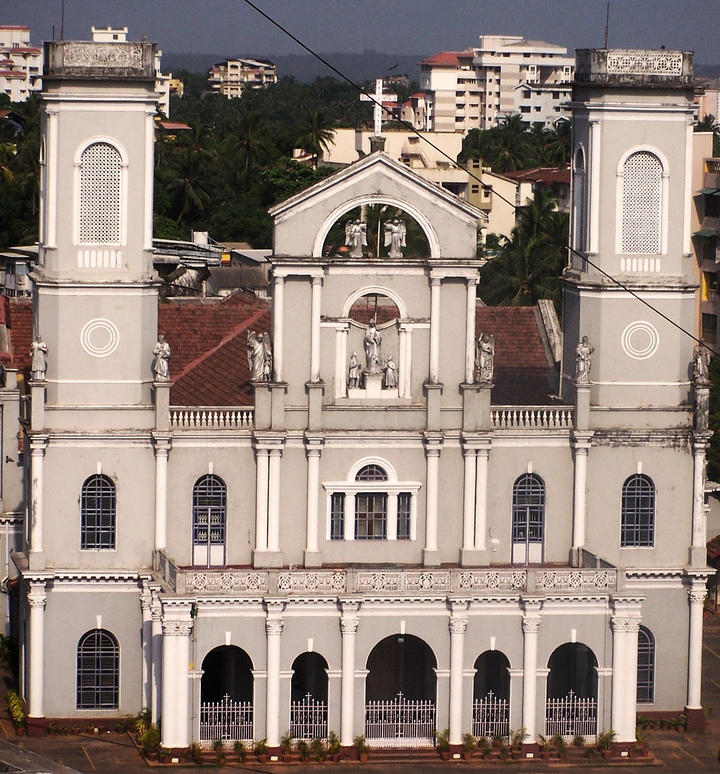
L'église Milagres à Hampankatta.

L'hindouisme est la religion qui a le plus de fidèles à Mangalore, avec des communautés Bunt, Devadiga, Mogaveera, Billava, des représentants des castes Ganiga, Vishwakarma, et Brahmane (des sous-castes brahmanes Kota, Shivalli, Havyaka, Sthanika, Goud Saraswat et Chitpavan). Les Daivadnyas sont la principale sous-caste brahmane.
Les chrétiens forment une partie importante de la société mangaloréenne, les catholiques constituant la plus grande communauté chrétienne, une large partie de ces derniers formant également un groupe ethnoreligieux spécifique à la ville et à sa région : les catholiques mangaloréens. Les protestants mangaloréens parlent typiquement le Kannada. Les Anglo-Indiens font aussi partie de la communauté chrétienne mangaloréenne.
Mangalore a l'un des pourcentages les plus élevés de musulmans par rapport aux autres villes du Karnataka. La plupart parle la langue Beary. La majorité d'entre eux suivent l'école Shafii de la jurisprudence islamique sunnite.
Mangalore a aussi une petite communauté de Bunt qui sont adeptes du jaïnisme.

## Culture

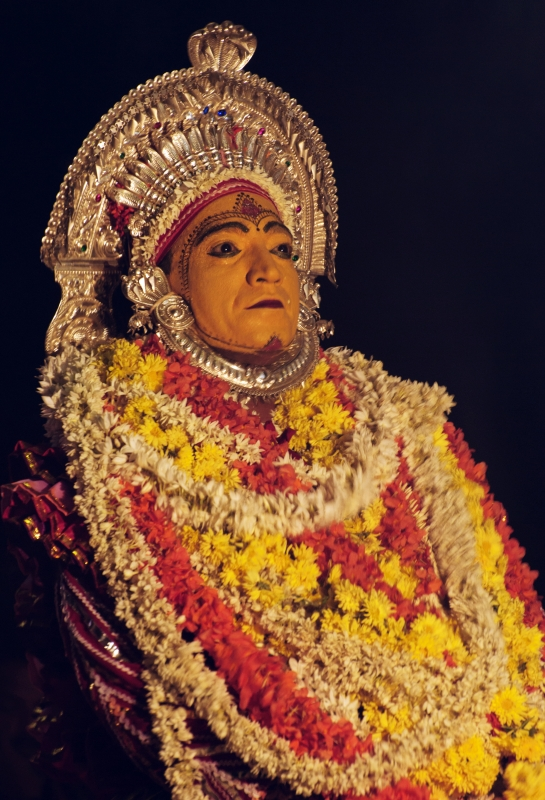
Rituel Buta Kola au temple Odala.

Le Shreemanti Bai Memorial Government Museum (art, archéologie et ethnologie) à Bejai est le seul musée de Mangalore.
De nombreuses formes de danses classiques et d'arts populaires sont pratiquées dans la ville. Le Yakshagana, un spectacle de danse et de théâtre qui dure toute la nuit, a lieu à Mangalore, tandis que la Hulivesha (danse du tigre), une danse folklorique unique à la ville, est exécutée pendant Dasara et Krishna Janmashtami.
La Karadi Vesha (danse de l'ours) est une autre danse bien connue exécutée pendant la fête de Dasara.
Les Paddanas, ballades épiques transmises de génération en génération par le bouche à oreille, sont chantées par la communauté Toulou et rythmées par des tambours. Les traditions uniques des Bearys se reflètent dans des chansons folkloriques telles que kolkai (chanté pendant kolata), une danse folklorique de bravoure pendant laquelle les bâtons étaient utilisés comme armes, unjal pat (berceuse traditionnelle), moilanji pat et oppune pat (chanté aux mariages).
Le Evkaristik Purshanv (Konkani) est une procession religieuse catholique annuelle qui célèbre l'Eucharistie le premier dimanche de chaque année.
La plupart des fêtes indiennes populaires sont célébrées dans la ville, les plus importantes étant celles de Noël, Pâques et les fêtes de Ganesh Chaturthi. Kodial Theru, aussi connu sous le nom de Mangaluru Rathotsava est un festival unique à la communauté Goud Saraswat Brahmin célébré au temple Sri Venkatramana de Mangalore,.
Les fêtes de la communauté catholique comprennent la fête de "Monti Fest " qui célèbre la Nativité et la bénédiction des nouvelles récoltes.
Le Jaïn Milan, un comité composé de familles de Mangalore, organise chaque année une fête, tandis que celle de Mosaru Kudike, pendant Krishna Janmashtami, est célébré par toute la communauté,.
Aati, une fête vénérant l'esprit protecteur de la ville, a lieu pendant le mois Aashaadha du calendrier hindou.
Des fêtes comme Karavali Utsav et Kudlotsava sont mises en valeur par des spectacles de danse, de théâtre et de musique au niveau local et national.
Le Buta Kola (culte des esprits), est habituellement pratiquée par la communauté Toulou la nuit.
Nagaradhane (l'adoration des serpents) est pratiquée dans la ville en l'honneur de Nagaraja (le roi Nāga), qui est censé être le protecteur des serpents, reptiles vénérés car ces ils éradiquent les rongeurs destructeurs de récolte.
Un ancien rituel associé aux temples hindous des zones rurales le Kori Katta, est un combat de coqs et un rituel religieux, qui a lieu en principe dans les temples, mais est également autorisé dans d'autres lieux s'il est organisé dans le cadre d'événements religieux ou culturels.

## Administration municipale

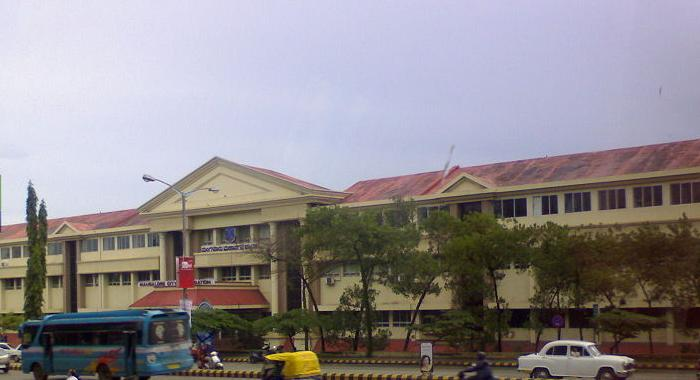
Siège du conseil municipal à Lalbagh.

La Mangalore City Corporation (MCC) est chargée du patrimoine et des infrastructures de la ville. La zone urbaine de Mangalore s'étend sur 184 km2, les limites municipales commencent à Surathkal au nord, jusqu'au pont sur le fleuve Netravati au sud et à l'ouest, et jusqu'à Vamanjoor à l'est.
Le conseil de la MCC est composé de 60 représentants élus, appelés "corporateurs", ils représentent chacun des 60 quartiers de la ville. Un élu du parti majoritaire est choisi comme maire. Le siège social de la municipalité de Mangalore est à Lalbagh.
Jusqu'à la révision de la répartition des élus au parlement de l'Inde, le Lok Sabha et au remaniement des circonscriptions législatives en 2001, Mangalore avait deux représentants au Lok Sabha, un pour la partie méridionale de la ville qui relève de la circonscription de Mangalore et un autre pour la partie nord de la ville qui relève de la circonscription de Udupi.
Avec la révision de 2001, l'ensemble du tehsil de Mangalore relève désormais de la circonscription de Dakshina Kannada au Lok Sabha, de sorte que Mangalore n'est plus représenté que par un membre au parlement,.
En outre, Mangalore envoie trois membres à l'Assemblée législative du Karnataka pour les circonscriptions de Mangalore City South, Mangalore City North et Mangalore.
Le service de police de la ville de Mangalore est dirigé par un commissaire de police. Mangalore est également le quartier général de la Western Range Police, qui couvre les divisions et districts du Karnataka et est dirigée par un inspecteur général de la police.

## Éducation

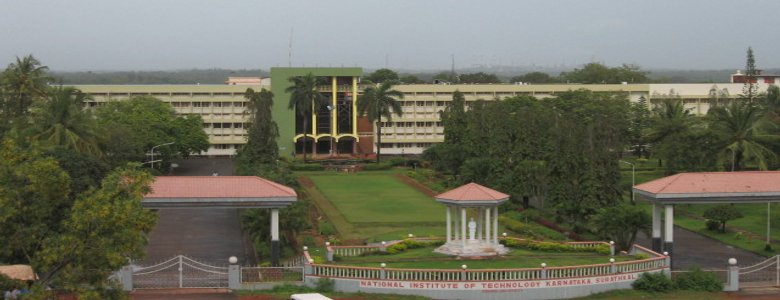
L'Institut national de technologie du Karnataka à Surathkal est parmi les premiers de l'Inde.

Dans les écoles, l'enseignement pré-collégial est principalement dispensé en Anglais et en Kannada, ensuite la langue d'enseignement dans les établissements supérieurs est l'Anglais.
Les écoles et collèges de Mangalore sont gérés soit par l'État, soit par des fonds privés et des particuliers. Les écoles sont affiliées au Conseil de l'État du Karnataka, au Conseil central de l'enseignement secondaire et au National Institute of Open Schooling,,.
Les premières écoles établies à Mangalore furent le Lycée de Canara (1891), l'École évangélique de Bâle (1838) St. Ann's High School (1870), Rosario High School (1858) et l'école Milagres (1848).
Les établissements d'enseignement les plus renommés sont les suivants : 
- NITTE University
- Srinivas Institute of Technology
- KS Hegde Medical Academy
- A. J. Institute of Medical Science
- Father Muller Medical College
- Father Muller Homeopathic Medical College
- Yenepoya Medical College
- Srinivas Institute of Medical Sciences and Research Centre
- Mangalore Institute of Technology & Engineering (MITE)
- Bearys Institute of Technology
- St. Joseph Engineering College
- P.A. College of Engineering
- St. Agnes College (1921)[154]
- St. Aloysius College (1879)
- School of Social Work Roshni Nilaya
- St Theresa’s School[155]
- Kanara College
- Kanara Engineering College
- SDM Law College
- Sri Sathya Sai Loka Seva Trust Educational Institutions[156].
- Karnataka (Govt.) Polytechnic[157]

Le Kasturba Medical College, fondé en 1953, a été la première faculté de médecine privée en Inde avec le Manipal College Of Dental Sciences.
Une bibliothèque publique gérée par la Corporation Bank, est située à Mannagudda.
L'Université de Mangalore a été créée le 10 septembre 1980. Elle répond aux besoins d'enseignement supérieur des districts de Dakshina Kannada, Udupi et Kodagu et est une institution de haut niveau accréditée par le National Assessment and Accreditation Council.

## Transports

### Aérien
L'Aéroport international de Mangalore (code IATA : IXE • code OACI : VOML) est situé à proximité de Bajpe et Kenjar, à environ13 km au nord-est du centre ville de Mangalore.
Il exploite des vols réguliers vers les principales villes de l'Inde et du Moyen-Orient,. Par la taille et la fréquentation, c'est le deuxième aéroport de l'État du Karnataka. Les nouveaux terminaux et les nouvelles pistes de l'aéroport répondent aux besoins du fret et des passagers. Les bus publics d'État assurent la liaison entre la ville et l'aéroport.
En 2010, le vol 812 Air India Express s'écrase à Mangalore, faisant 158 morts sur 166 passagers.

### Routier

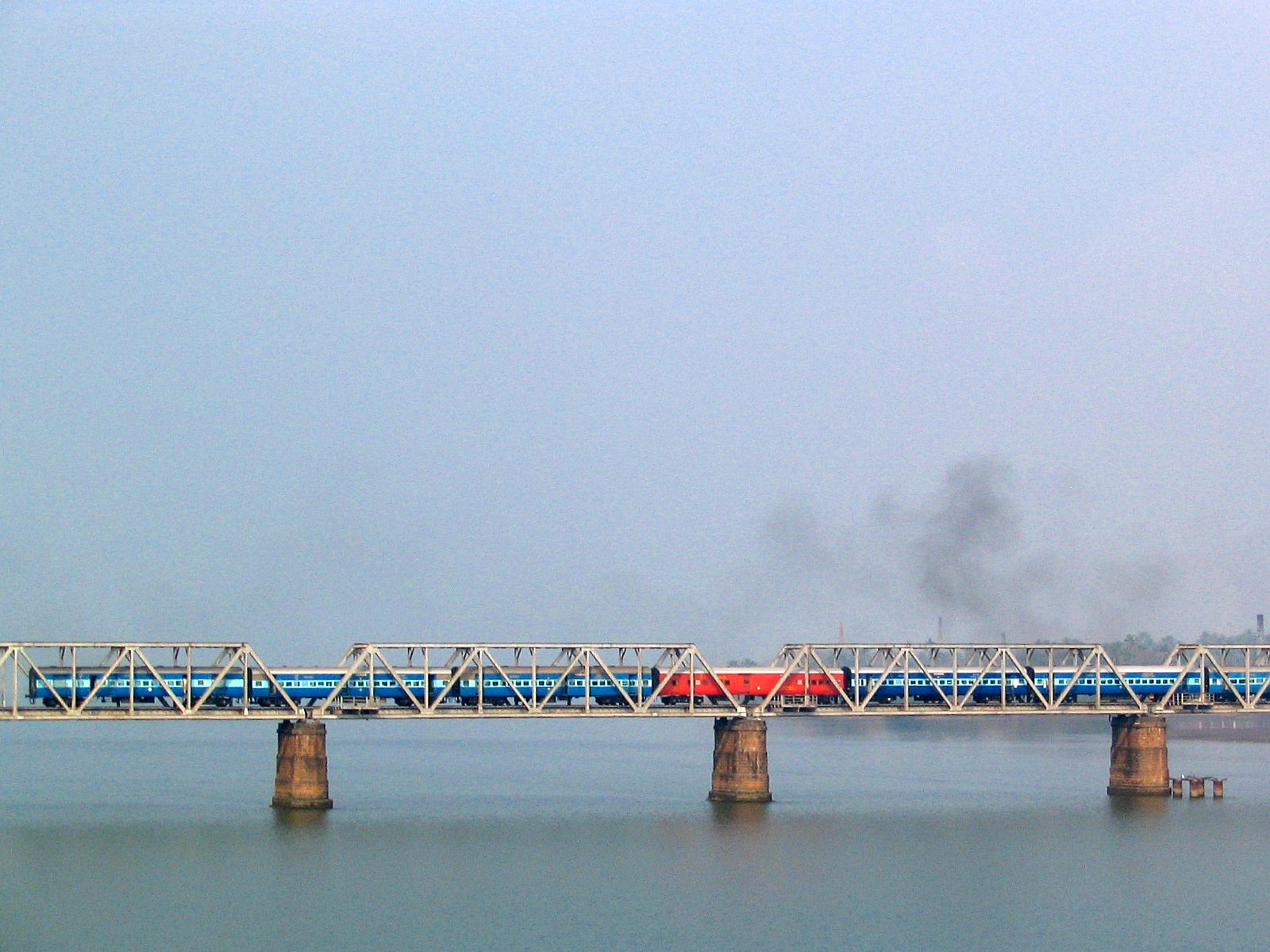
Le pont sur le fleuve Netravati est la porte d'entrée à Mangalore.

Cinq autoroutes nationales passent par Mangalore.
- L'autoroute nationale NH-66[170], qui va de Panvel au Maharashtra à Kanyakumari au Tamil Nadu, passe par Mangalore sur le pont du fleuve Netravati en direction nord-sud et rejoint Udupi, Bhatkal, Karwar, Goa au nord et Kannur, Kochi, Thiruvananthapuram au sud,
- La NH-75 qui s'étend vers l'est jusqu'à Bangalore et Vellore[171],
- La NH-169 qui va vers le nord-est de Mangalore à Shimoga[172],
- La NH-73, longue de 315 km, qui relie Mangalore à Tumkur[173]
- La NH-275 qui relie également Mangalore à Bangalore via Mysore[174].

La National Highways Authority of India (NHAI) est en train d'améliorer les routes nationales reliant le port de New Mangalore à Surathkal sur la NH-66 et la NH-75 dans le cadre d'un programme de développement de la connectivité portuaire, un tronçon de 37,5 km de ces autoroutes passera de deux à quatre voies.
Même si le service d'autobus urbains de Mangalore est dominé par des opérateurs privés, avec des lignes couvrant toute l'étendue de la ville et au-delà, la compagnie de l'État, la Karnataka State Road Transport Corporation (KSRTC) exploite des autobus sur plusieurs lignes.
Deux ensembles distincts de lignes d'autobus couvrent respectivement l'espace urbain, tandis que les liaisons interurbaines sont couvertes par les autobus de service et les autobus express. Le KSRTC exploite également des services d'autobus entre Mangalore et d'autres parties de l'État.
Les autres acteurs clés qui gèrent les services de bus de Mangalore sont l'Association des opérateurs de bus de Dakshina Kannada (DKBOA) et l'Association des opérateurs de bus du Kanara (CBOA).
Il y a aussi les bus urbains de couleur verte du KSRTC (un projet de développement mis en place lors du Jawaharlal Nehru National Urban Renewal Mission) qui circulent à partir de la gare routière de la State Bank dans différentes parties de la ville et de sa banlieue.
Des compagnies de taxis comme Ola Cabs et Uber offrent également des services de transport en ville et leurs services s'étendent même à l'Aéroport international de Mangalore,.

### Ferroviaire

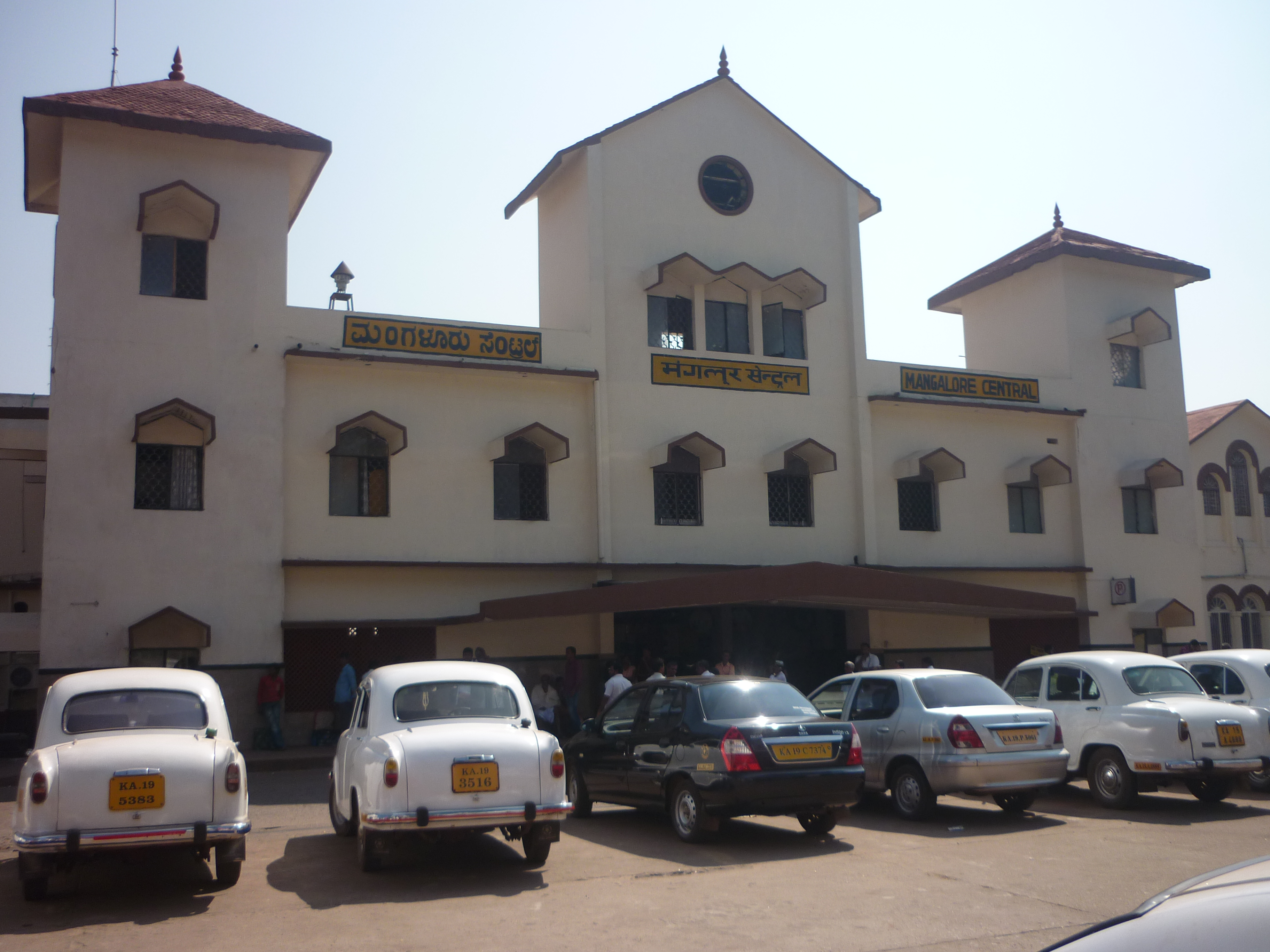
Taxis Hindustan Ambassador devant la gare centrale.

Mangalore a été relié au réseau ferré en 1907 et c'était le point de départ de la plus longue ligne ferroviaire de l'Inde.
La ville compte trois gares ferroviaires; Mangalore Central à Hampankatta, Mangalore Junction à Kankanadi et Surathkal railway station.
Une voie ferrée, construite à travers les Ghats occidentaux, relie Mangalore à Hassan. La voie à écartement large reliant Mangalore à Bangalore via Hassan a été ouverte au trafic marchandises en mai 2006 et le trafic passagers en décembre 2007.
Mangalore est également reliée à Chennai, Thiruvananthapuram, Cochin et Quilon par le réseau du Southern Railway et à Bombay, Bhatkal, Karwar, puis aux États du Gujarat, Ajmer (Rajasthan) et Goa via le Konkan Railway,.

### Maritime
Le port de Mangalore dispose de services d'expédition, d'entreposage et de logistique, tandis que le nouveau port de Mangalore traite des cargaisons sèches, en vrac et liquides. Le Nouveau Port de Mangalore est également équipé pour la manutention de lubrifiants pétroliers, de produits bruts et de citernes de GPL.
C'est aussi le port d'attache d'une unité de garde-côtes. Ce port artificiel est le huitième plus grand port de l'Inde en termes de manutention de marchandises et le seul grand port du Karnataka,.
Des navires de croisière en provenance d'Europe, d'Amérique du Nord et des Émirats arabes unis accostent au Nouveau Port de Mangalore. Les étrangers peuvent entrer en Inde par le Nouveau Port avec l'aide du visa électronique.

## Sports

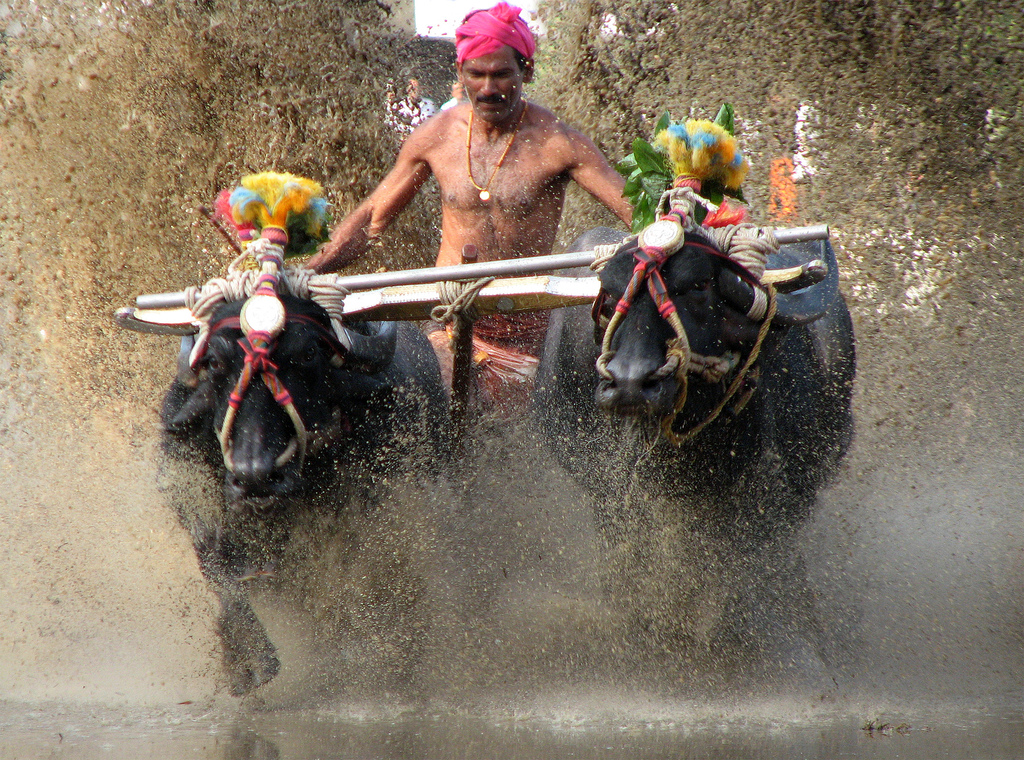
Sport traditionnel - Course de Kambala à Kadri.

### Cricket
Le cricket est le sport le plus populaire dans la ville qui possède le Mangala Stadium et le B.R. Ambedkar Cricket Stadium, et la Sports Authority of India a également mis en place un centre d'entraînement.
Le Mangalore Premier League (MPL) est un tournoi de cricket organisé par la Karnataka Regional Cricket Academy. Le Maidan Central ou Nehru Maidan à Mangalore est un autre lieu important qui accueille des tournois nationaux et de nombreux tournois scolaires et universitaires.
Le Mangalore Sports Club (MSC) est une organisation très populaire élue membre institutionnel de la Karnataka State Cricket Association (KSCA),.
Lokesh Rahul, communément appelé K. L. Rahul (en) et Budhi Kunderan (en), deux anciens gardiens de guichet, ainsi que Ravi Shastri (en) qui a représenté l'Inde pendant plusieurs années au niveau international en tant que joueur polyvalent et capitaine de l'équipe en 1988, sont originaires de Mangalore,.

### Surf
Mangalore a accueilli les deux premières éditions de l'Indian Open of Surfing en 2016, et 2017,. Le Mantra Surf Club, situé à Mulki a formé des surfeurs pour représenter l'Inde au championnat mondial de Stand up paddle et de Paddleboard de l'International Surfing Association (ISA), qui s'est tenu aux îles Fidji en 2016.

### Football
Le football est également très populaire dans la ville et se joue généralement dans les maidans. Le Nehru Maidan étant le stade le plus populaire pour les tournois nationaux. La Dakshina Kannada District Football Association (DKDFA), organise chaque année la "Coupe du Jour de l'Indépendance" (15 août) sur les terrains de football adjacents au stade Nehru Maidan. Diverses écoles et collèges des districts de Dakshina Kannada, Udupi et Kodagu y participent et les matchs se déroulent dans sept catégories qui vont de l'école primaire supérieure (garçons et filles), aux étudiants et étudiantes des universités.

### Échec
Les échecs ont aussi beaucoup de succès à Mangalore. La ville est d'ailleurs le siège de la South Kanara District Chess Association (SKDCA), qui a accueilli deux grands tournois d'échecs nationaux,,.

### Sports traditionnels
Des jeux traditionnels comme le Kambala (course de buffles), spécifique de la communauté Toulou, disputé dans des rizières en eau et le Korikatta (combat de coqs) sont très populaires. Le Kambala de Kadri est un événement sportif traditionnel organisé dans les limites de la ville, cette localité de Mangalore est d'ailleurs nommée "Kadri Kambla" d'après ce sport. Le Kambala de Plikula est un autre événement similaire organisé dans la ville.

### Cerf-volant
Comme partout en Asie, les mangaloréens s'adonnent à la pratique du cerf-volant. Mangalore organise des festivals internationaux de cerfs-volants à Panambur Beach qui attirent les amateurs de pays comme la France, l'Allemagne, les Pays-Bas, l'Australie et le Royaume-Uni.
L'équipe locale de cerfs-volistes amateurs participe à ces fêtes, avec des cerfs-volants célèbres appelés "Kathakali", "Yaksha", "Gajaraja", "Bhoota Kola", "Pushpaka Vimana", "Garuda" et "Vibhishana".

### Autres

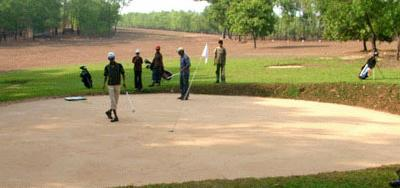
Le parcours de golf de Pilikula.

D'autres sports comme le tennis, le squash, le billard, le badminton, le tennis de table et le golf sont pratiqués dans de nombreux clubs.
Pilikula Nisargadhama, un parc de loisirs, dispose d'un terrain de golf de neuf trous entièrement fonctionnel à Vamanjoor,.
Le U.S. Mallya Indoor Stadium offre des installations sportives pour le badminton et le basket-ball.

## Média

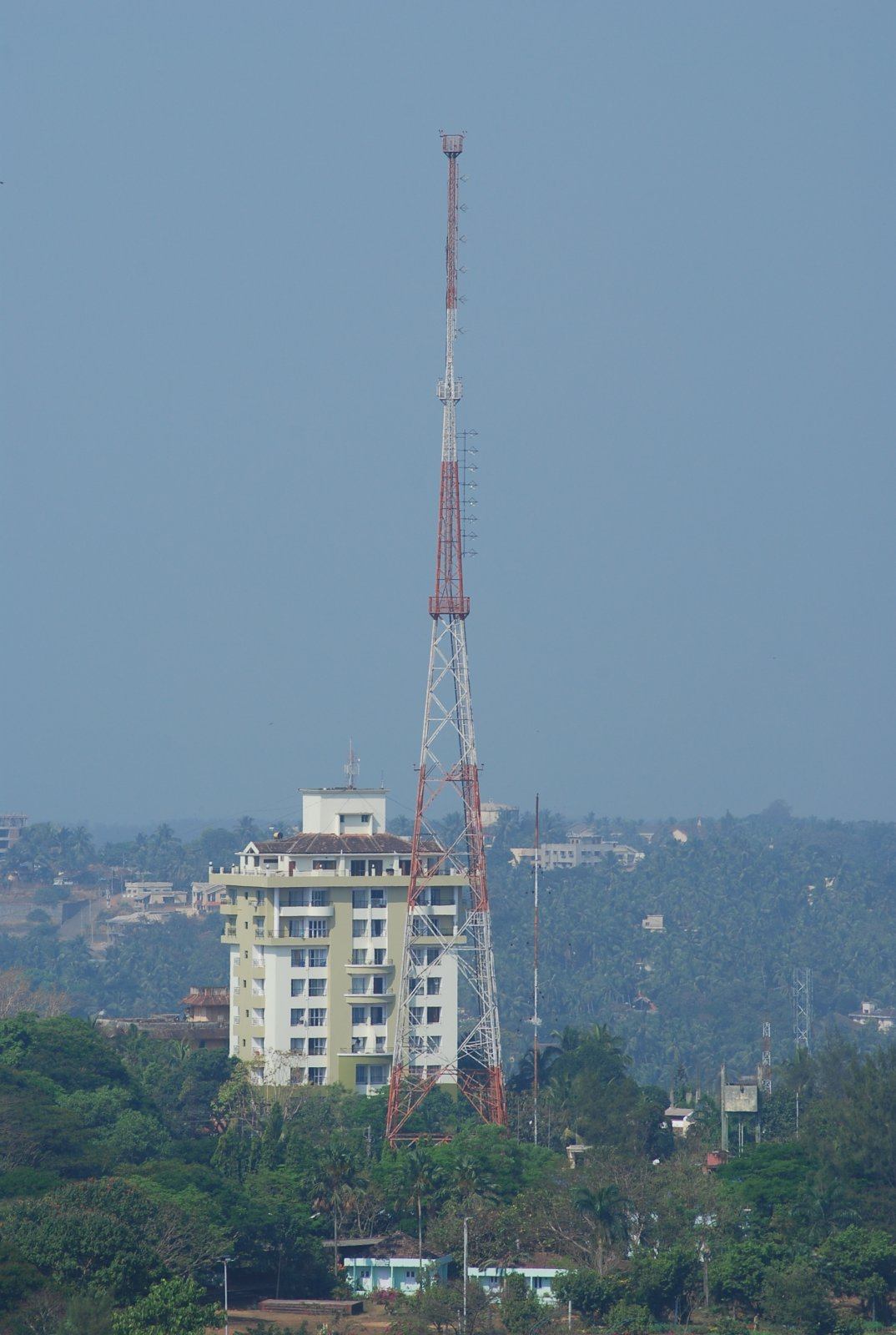
L'antenne FM de All India Radio à Kadri.

### Presse écrite
Le Mangalooru Samachara, le tout premier journal en Kannada, a été publié par le Révérend Hermann Friedrich Mögling de la mission de Bâle en 1843,. Le tout premier dictionnaire Kannada-Anglais a été publié à Mangalore par Ferdinand Kittel en 1894.
Les principaux journaux nationaux de langue anglaise tels que Times of India, The Hindu, le New Indian Express, le Deccan Herald et Daijiworld, diffusent des éditions locales à Mangalore,.
Les périodiques Madipu, Mogaveera, Samparka et Saphala en langue Toulou sont aussi très lus.
Les périodiques populaires en langue konkani publiés dans la ville sont Raknno, Konknni Dirvem et Kannik. Un journal en langue konkani, Kodial Khabar est publié tous les quinze jours.
Des périodiques Beary comme Jyothi et Swatantra Bharata sont également publiés à Mangalore.
Parmi les journaux en Kannada on peut compter, Udayavani, Vijaya Karnataka, Prajavani, Kannada Prabha, Varthabharathi, Samyukta Karnataka et Hosa Digantha.
En Malayalam des journaux tels que Malayala Manorama et Madhyamam publient des éditions locales.
Des journaux du soir tels que Karavali Ale, Mangalooru Mitra, Sanjevani et Jayakirana sont également publiés dans la ville.

### Télévision et radio
La société de télévision nationale indienne Doordarshan (qui signifie télévision en hindi) offre une couverture télévisuelle nationale et locale. La télévision par câble est représentée par de multiples chaînes diffusées par des réseaux privés indépendants. Canara TV et V4 Digital infotech network transmettent quotidiennement des informations, des direct et des programmes culturels se déroulant à Mangalore et dans les environs via des chaînes locales.
Des chaînes cryptées sont à la disposition de tous les téléspectateurs de Mangalore. Les services de réception directe à domicile par satellite sont également disponibles à Mangalore, comme Dish TV, Tata Sky, Sun Direct DTH, Airtel digital TV, Reliance BIG TV ou Videocon d2h.
Il existe de multiples chaînes de télévision locales qui diffusent des programmes et des informations en Toulou, Konkani, Beary et Kannada. Namma TV, V4 News et Spandana sont quelques-unes des chaînes de télévision locales. Namma Kudla et Posa Kural sont dédiées aux programmes en Toulou.
All India Radio (AIR) possède un studio à Kadri (avec une fréquence de 100,3 MHz) qui diffuse des émissions pendant les heures d'ouverture. Les stations FM privées de Mangalore comprennent Radio Mirchi 98.3 FM, Big 92.7 FM et Red 93.5 FM. Radio SARANG 107.8 est une radio communautaire gérée par le St. Aloysius College.

### Cinéma
Mangalore abrite l'industrie cinématographique Toulou, qui sort un film par mois en moyenne. Les drames dans cette langue, joués principalement à l'hôtel de ville de Hampankatta, sont très populaires. En 2006, un festival du film en Toulou a été organisé à Mangalore et le festival Tulu Cinemotsava 2015 y a été organisé en janvier.

## Services publics

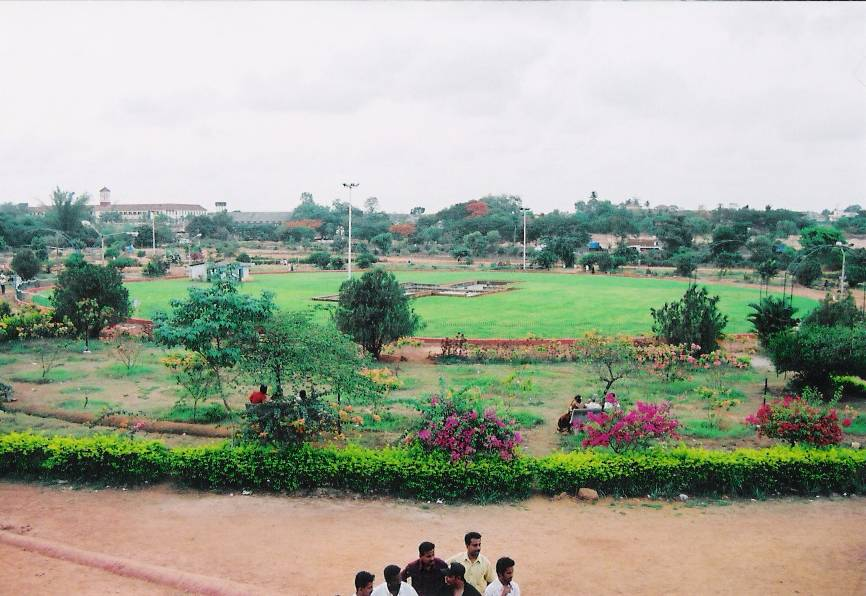
Parc de loisirs à Kadri.

L'électricité à Mangalore est réglementée par la Karnataka Power Transmission Corporation Limited (KPTCL) et distribuée par la Mangalore Electricity Supply Company (MESCOM),,,.
L'eau potable de la ville est fournie par un barrage, situé de l'autre côté du fleuve Netravati à Thumbe, à 14 kilomètres de Mangalore,,. Le projet de développement urbain et de gestion de l'environnement côtier du Karnataka (KUDCEMP) vise à améliorer les systèmes d'approvisionnement en eau potable et à réduire les fuites et les pertes dans le réseau de distribution de Mangalore.
La décharge municipale de Mangalore se trouve à Vamanjoor. La ville génère en moyenne 175 tonnes de déchets par jour, qui sont pris en charge par le service de ramassage de la municipalité de Mangalore.
Les services de téléphonie fixe sont offerts en plus des services mobiles GSM. Mangalore est le siège du Dakshina Kannada Telecom District, le deuxième plus grand réseau de télécommunications du Karnataka. Les principaux fournisseurs d'accès Internet haut débit de la ville sont Tata indicom, Airtel et DataOne by BSNL. Bharti Airtel, Vodafone India, Reliance Jio et Idea Cellular ont développé des services 4G dans la ville.

## Gastronomie

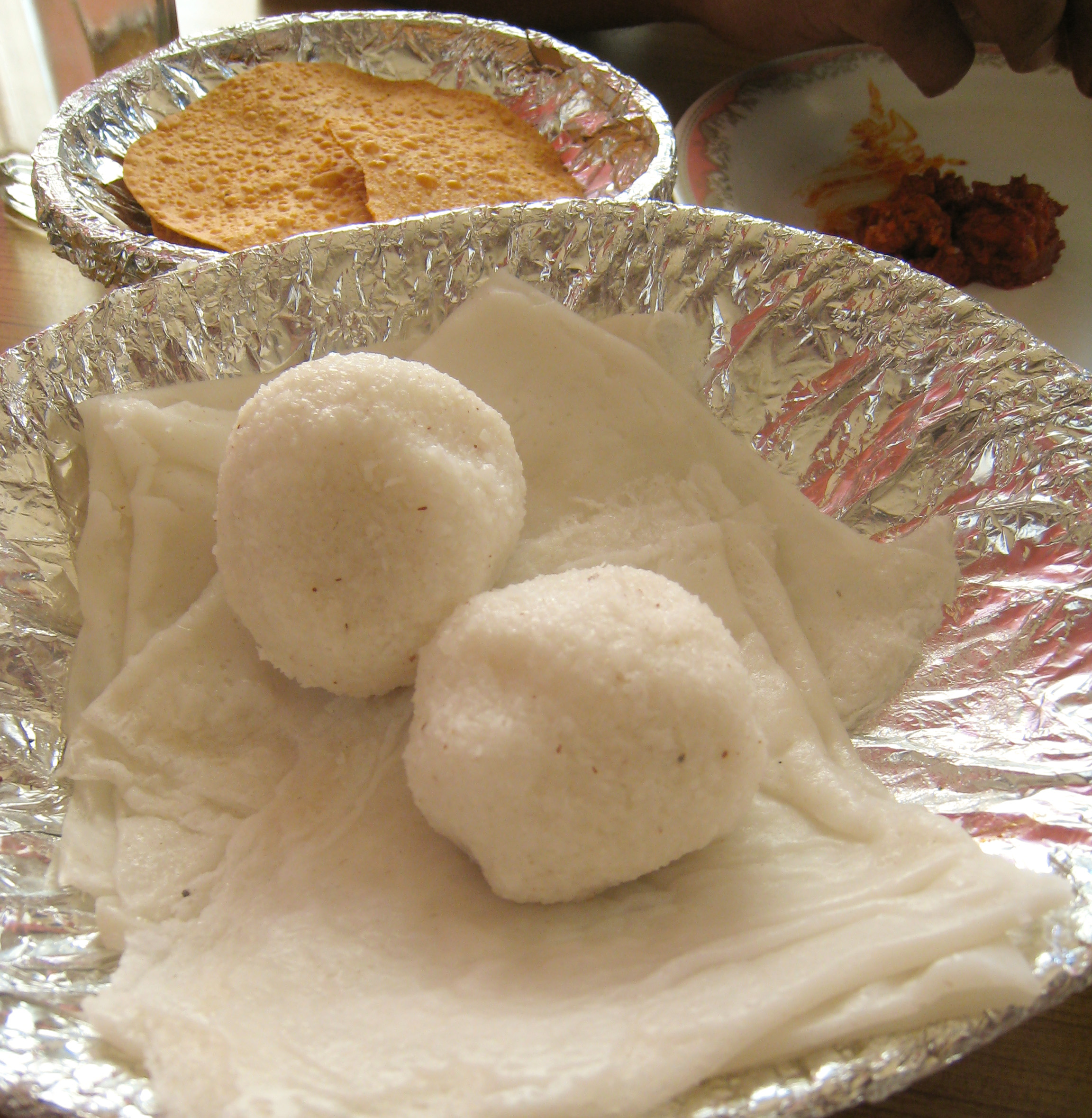
Neer dosa, une boule de riz à la mode de Mangalore.

La cuisine mangaloréenne est largement influencée par la cuisine de l'Inde du Sud, avec plusieurs recettes particulières aux diverses communautés de la région. La noix de coco et les feuilles de curry sont des ingrédients communs à la plupart des curry mangaloréen, tout comme le gingembre, l'ail et le chili. Les plats réputés s'appellent kori rotti, neer dosa, pundi, patrode, Mangalore buns, Mangalore bajji, macaroon,.
Comme Mangalore est une ville côtière, le poisson est l'aliment de base de la plupart des gens depuis toujours,. La gastronomie mangaloréenne est célèbre pour ses plats de poisson et de poulet comme le bangude pulimunchi (maquereaux aigres épicés), le boothai gasi (sardine), la friture d'anjal, le poulet mangaloréen sukka, le kori rotti, le poulet ghee roast,.
Les spécialités de la communauté hindoue Konkani se nomment daali thoy, bibbe-upkari (à base de noix de cajou), val val, avnas ambe sasam, kadgi chakko, paagila podi, et chane gashi.
La sanna-dukra maas (porc, groseille, levure), le bafat de porc, le sorpotel et le mutton biryani des Beary musulmans sont des plats appréciés des catholiques mangaloréens. Les préparations de cornichons tels que happala, sandige et puli munchi sont spécifiques à la ville. Le shendi une liqueur préparée à partir de sève de fleur de coco, est très populaire. La cuisine végétarienne à Mangalore, ou cuisine Udupi, est réputée dans tout l'État et la région.

## Lieux et monuments

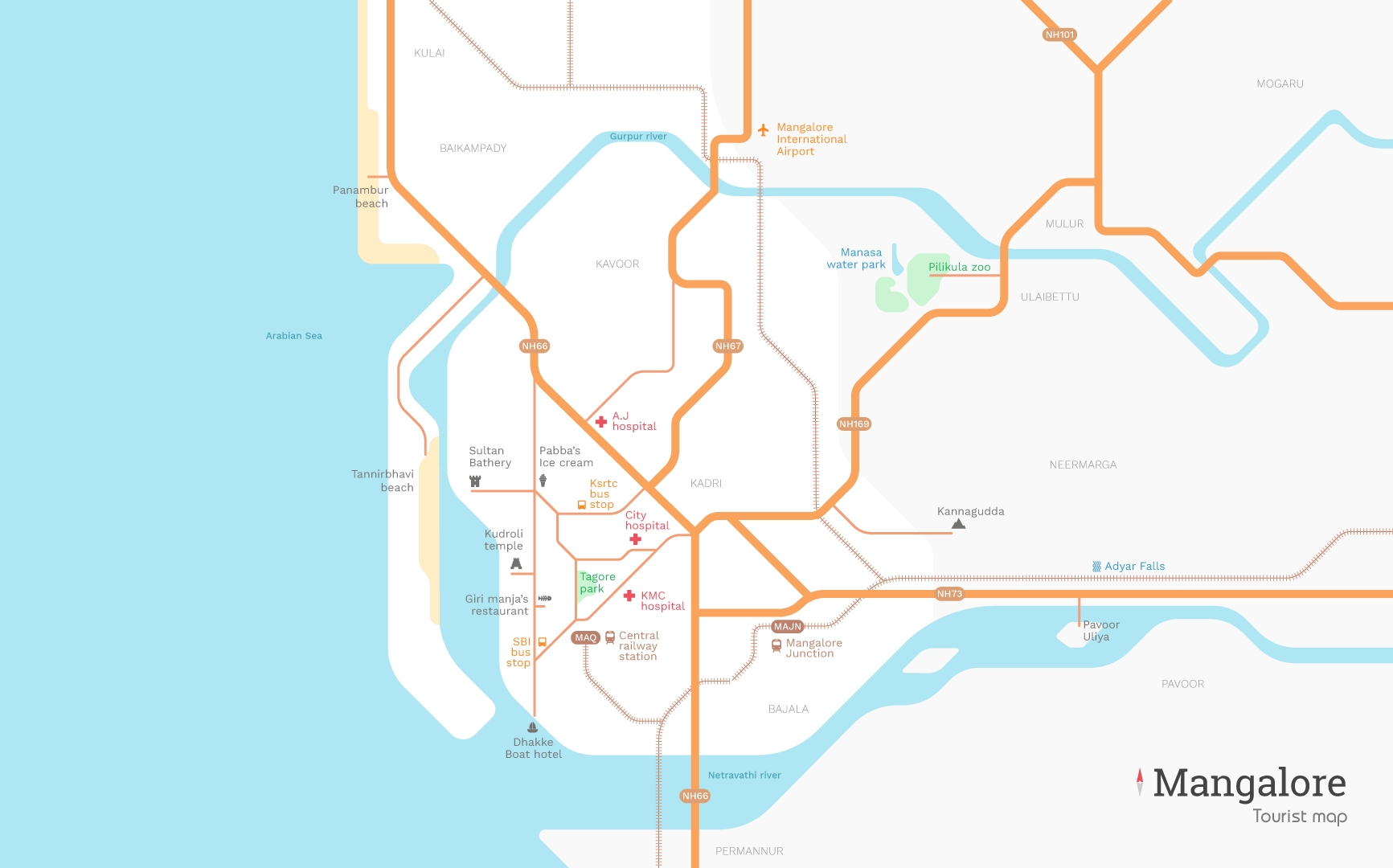
Une carte schématique montrant les lieux touristiques de la ville de Mangalore.

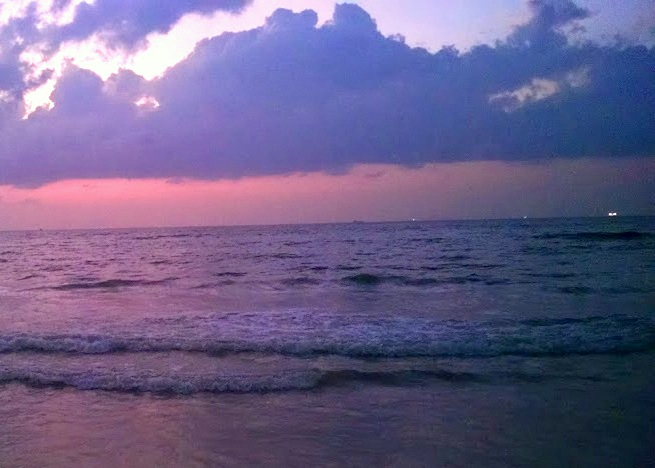
Plage de Panambur.

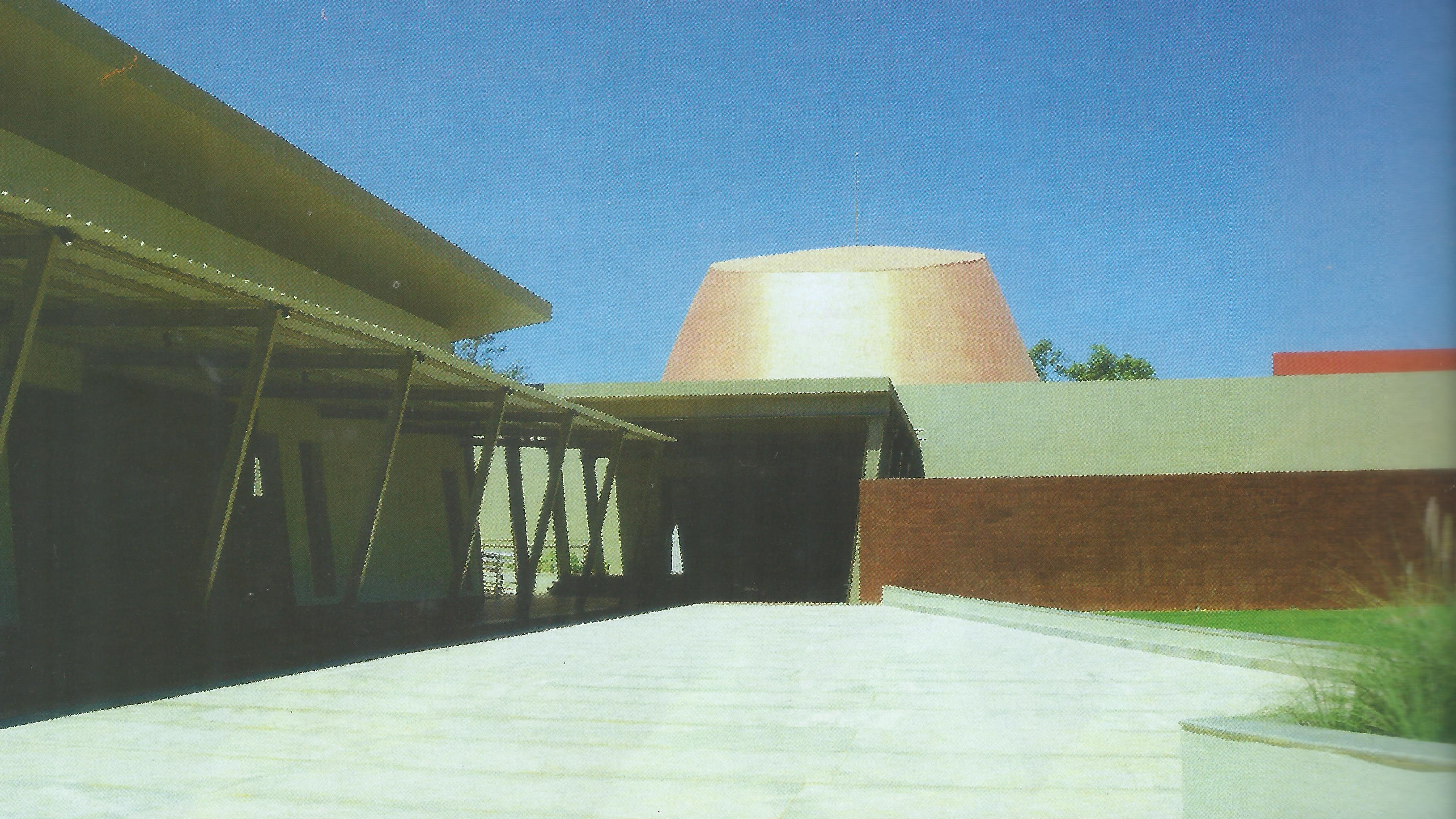
Dôme du planétarium 3D Swami Vivekananda.

La ville, surnommée la Porte du Karnataka, s'étend entre la mer d'Arabie et les Ghâts occidentaux. Parmi les temples et bâtiments remarquables de Mangalore on peut citer le temple Mangaladevi, le temple Manjunatha de Kadri, la chapelle Saint-Louis, la cathédrale Notre-Dame-du-Rosaire de Mangalore, l'église Milagres, les mosquées Dargah de Hazrat Shareef ul Madni à Ullal et Zeenath Baksh Jumma Masjid à Bunder,.

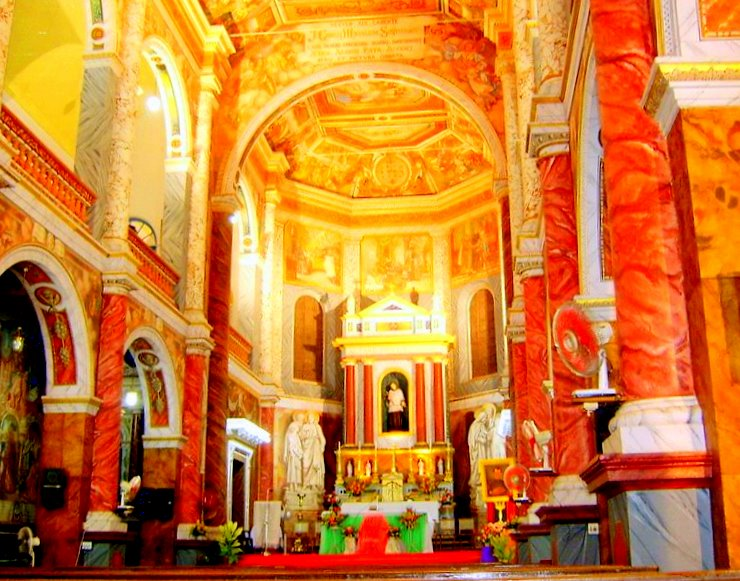
Intérieur de la Chapelle Saint-Louis de Mangalore.

La cité est également connue pour ses plages de Panambur, Tannirbavi, NITK, Sasihithlu, Someshwara, Ullal, Kotekar et Batapady, qui attirent des touristes de tout le pays. Panambur dispose de nombreuses installations, y compris des promenades en motomarine, en bateau ou pour l'observation des dauphins.
Le temple jaïn Saavira Kambada Basadi est situé à 34 km au nord-est de Mangalore dans la ville de Moodabidri.
La tour de guet de la Sultan Battery, construite sous le règne du sultan Tipû Sâhib, située à Boloor dans la banlieue de la ville, se trouve sur les rives de la rivière Gurupura. On peut y prendre un ferry pour traverser la rivière et atteindre Tannirbhavi Beach. Les cascades d'Adyar se trouvent à la périphérie à environ 12 km de la ville.
La ville a développé et entretient des parcs publics tels que Pilikula Nisargadhama, le parc Kadri à Kadri, le parc Tagore à Light House Hill, le parc Gandhi à Gandhinagar, Tannirbavi Tree Park, Arise Awake Park à Karangalpady et le Corporation Bank Park à Nehru Maidan.
Pilikula comprend un zoo, un jardin botanique, le lac, le parc aquatique (Manasa), le planétarium (Swami Vivekananda Planetarium) et un terrain de golf (Pilikula Golf Course) sur 14 ha,,,.
La fête religieuse hindoue de Mangalore Dasara (en) qui dure dix jours, a lieu au temple de Sri Gokarnatheswara et attire des dizaines de milliers de fidèles de toute l'Inde. Le temple Mangaladevi attire également une foule de fidèles de tout le pays pendant la fête hindoue de Navratri.

## Jumelages
Mangalore est jumelée avec deux villes canadiennes:
- Hamilton (Ontario) depuis 1968[297].
- Delta (Colombie Britannique) depuis 2010[298].

## Personnalités
- Margaret Alva (née en 1942), femme politique, plusieurs fois ministre, née à Mangalore.
- George Fernandes (1930-2019), dirigeant, syndicaliste et homme politique socialiste.
- Augustus Müller (1841-1910), prêtre jésuite allemand, est le fondateur de plusieurs institutions hospitalières à Mangalore.
- Aishwarya Rai (née en 1973), Miss Monde 1994, est née à Mangalore.

## Anecdotes
- Dans son roman Gaspard, Melchior et Balthazar, Michel Tournier adjoint aux trois rois mages traditionnels un quatrième : le prince Taor de Mangalore.
- Dans le film Le Cinquième Élément, les Mangalores sont des extraterrestres bipèdes, au gros crâne et à la bouche immense et tordue.

## Galerie

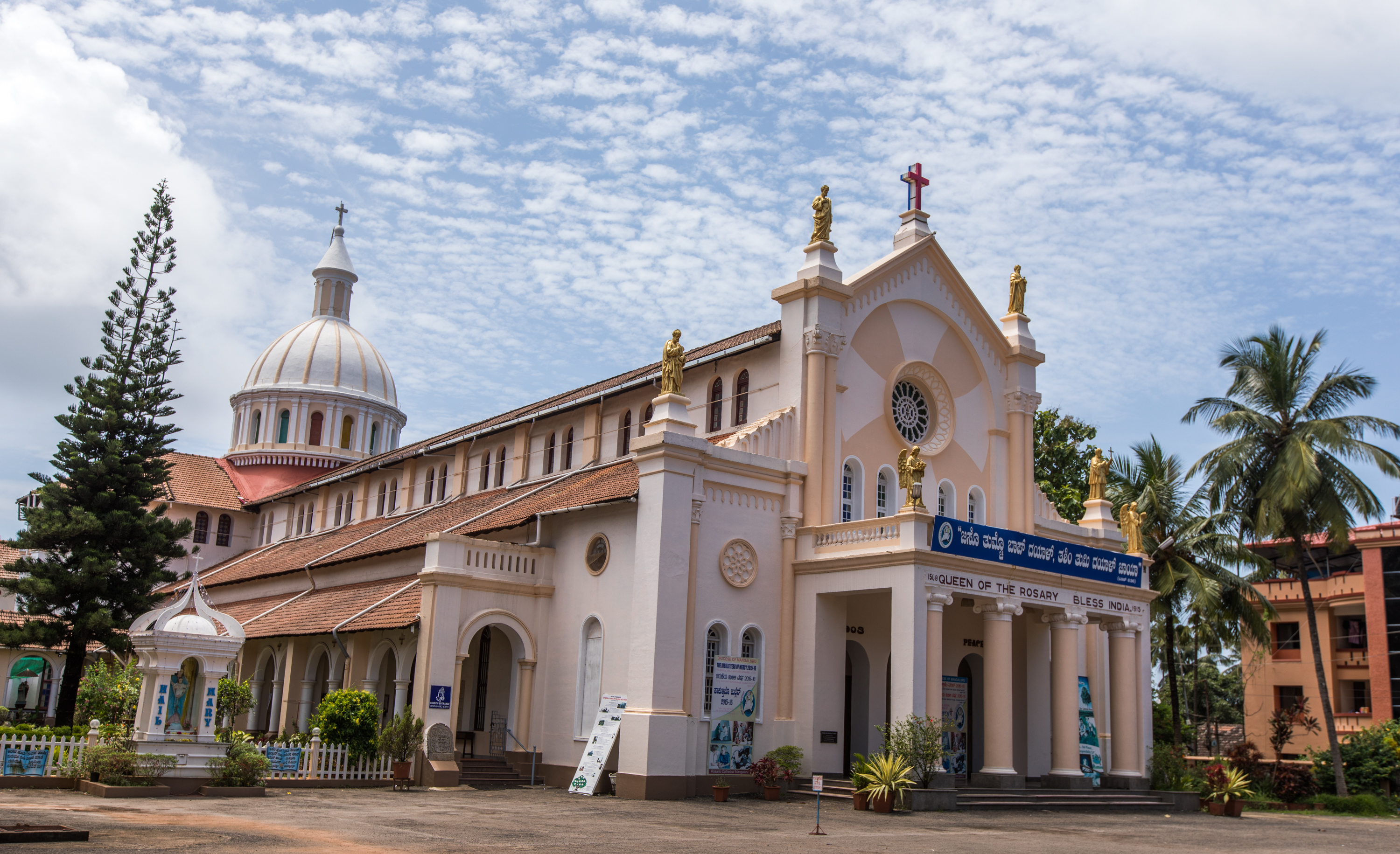
L'église Notre-Dame-du-Rosaire.
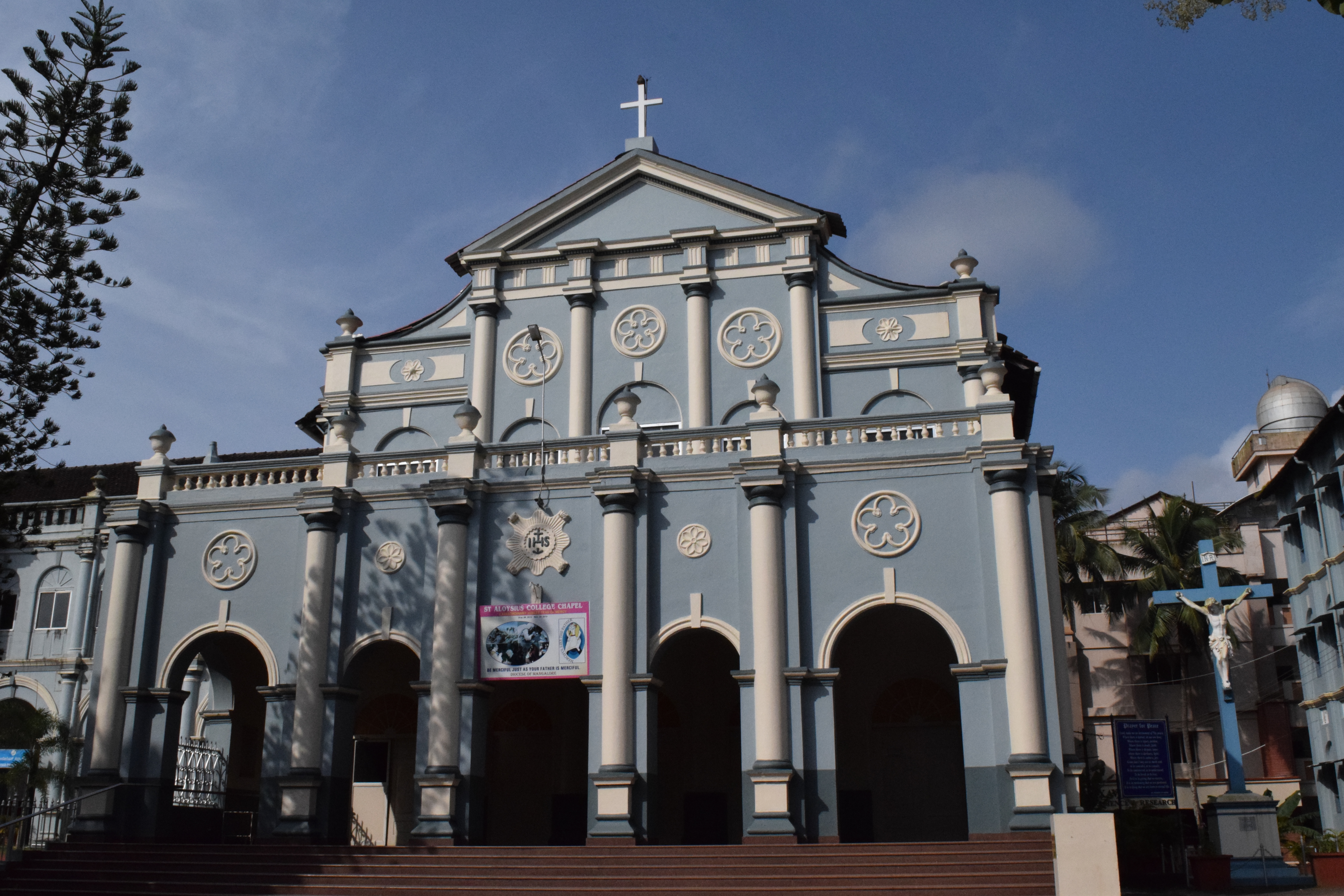
Chapelle Saint-Louis de Mangalore.
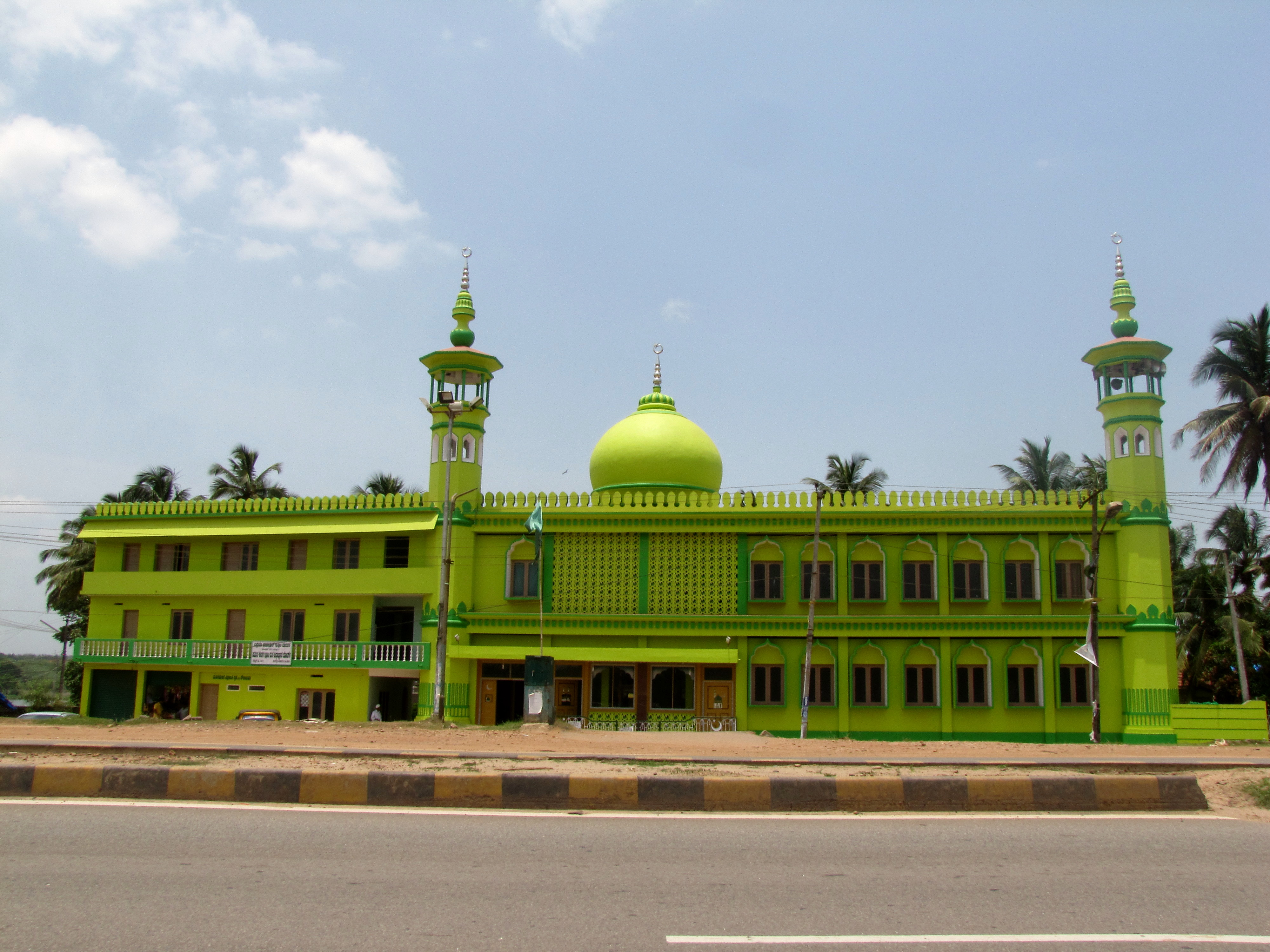
Mosquée Hazrat Yusuf Shah Vali à Kannur.
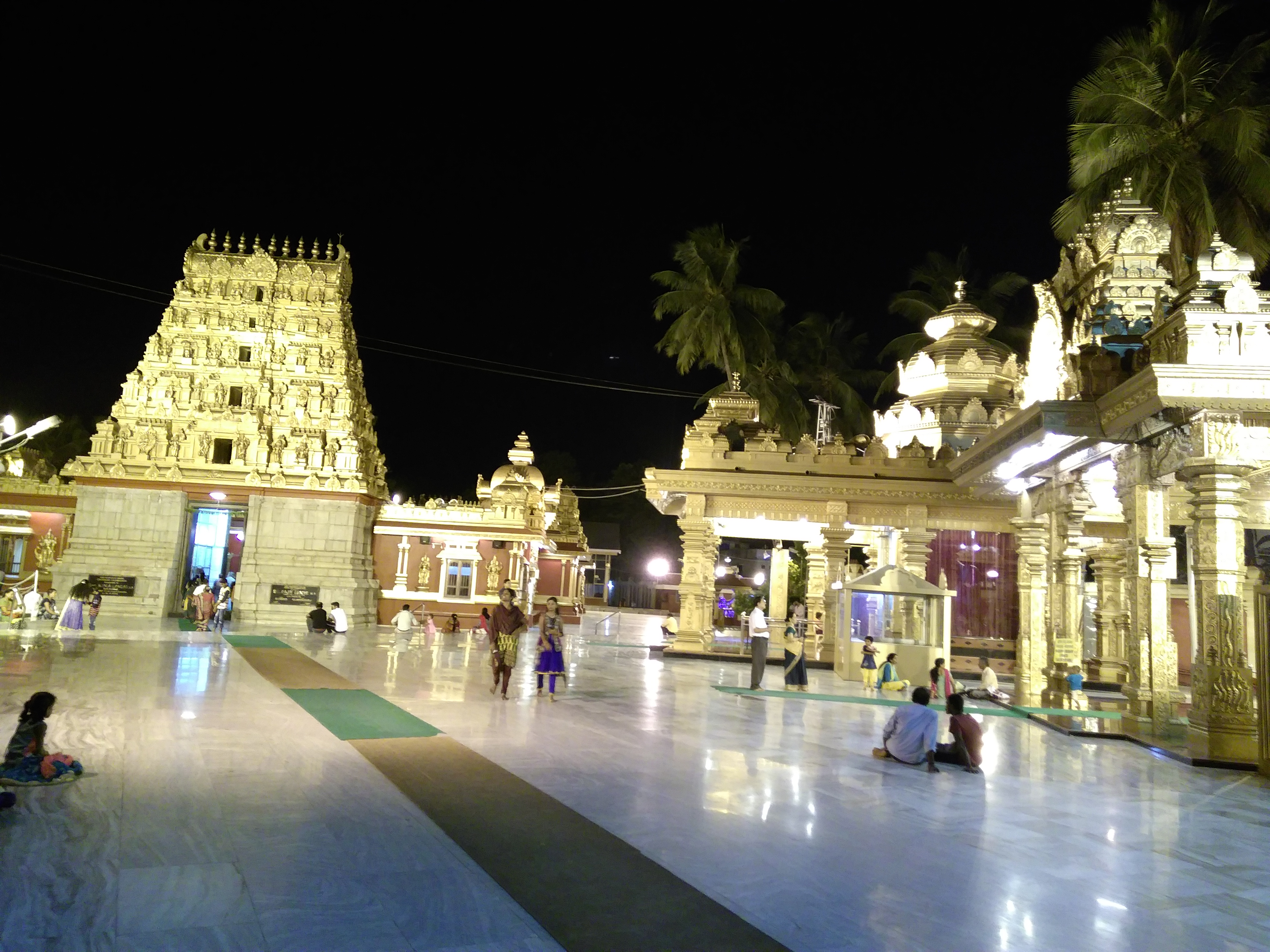
Le temple de Gokarnanatheshwara illuminé.